# غلغت بلتستان
غلغت بلتستان (بالأردوية: گلگت بلتستان)‏ أو المناطق الشمالية سابقًا هو إقليم إداري يقع في أقصى شمال باكستان. يقع الإقليم في الجزء الشمالي من منطقة كشمير المتنازع عليها بين الهند وباكستان منذ عام 1947، وبين الهند والصين منذ عام 1959. يحد الإقليم آزاد كشمير من الجنوب وخيبر بختونخوا من الغرب وممر واخان الأفغاني من الشمال ومنطقة سنجان الصينية من الشرق والشمال الشرقي وإقليمي جامو وكشمير ولداخ الخاضعان للسيطرة الهندية من الجنوب الشرقي. تسمي الأمم المتحدة والمنظمات الدولية غلغت بلتستان وآزاد كشمير باسم "كشمير الخاضعة للإدارة الباكستانية". غلغت بلتستان أكبر بست مرات من آزاد كشمير حسب المساحة الجغرافية.
أسس إقليم غلغت بلتستان الإداري المنفصل في عام 1970 باسم "المناطق الشمالية"، عبر دمج وكالة غلغت السابقة ومنطقة بلتستان وعدة ولايات أميرية صغيرة. أُعيد تسميتها بـ"غلغت بلتستان" في عام 2009 ومنحت حُكمًا ذاتيًا محدودًا بموجب أمر الحكم الذاتي الذي وقعه الرئيس الباكستاني آنذاك آصف علي زرداري. يرى المراقبون أن السلطة التنفيذية في الإقليم تقع على عاتق الحاكم أكثر من رئيس الوزراء أو الجمعية المنتخبة.
يطالب العديد من سكان الإقليم بدمجه مع باكستان ليصبح الإقليم الخامس ويرفضون الاندماج مع بقية كشمير. إلا أن الحكومة الباكستانية لم تستجب لهذه الدعوات بحجة أن منح الإقليم وضعًا رسميًا قد يُعقد النزاع الكشميري. لكن أعلن رئيس الوزراء الباكستاني السابق عمران خان في نوفمبر 2020 أن غلغت بلتستان ستُمنح وضعًا إقليميًا مؤقتًا بعد انتخابات جمعية غلغت بلتستان لعام 2020.
تبلغ مساحة الإقليم ما يزيد على 72,971 كيلومترًا مربعًا. قُدر عدد سكانه عام 2013 بحوالي 1.249 مليون نسمة، ثم وصل إلى 1.8 مليون نسمة عام 2015. عاصمته هي مدينة غلغت التي يُقدر عدد سكانها بحوالي 216,760 نسمة. يعتمد اقتصادها بالأساس على الزراعة والسياحة. يوجد في الإقليم خمسة من أصل أربعة عشر قمة جبلية يزيد ارتفاعها عن 8,000 متر، فضلًا عن أكثر من خمسين قمة يتجاوز ارتفاعها 7,000 متر. كما يوجد فيه ثلاثة من أطول الأنهار الجليدية في العالم خارج المنطق القطبية، كل هذا يجعل الإقليم وجهة مميزة للأنشطة السياحية مثل الرحلات وتسلق الجبال.

## التاريخ

### التاريخ القديم
يستشف من المنحوتات الصخرية المنتشرة في أنحاء غلغت بلتستان، خاصة في قرية باسو بمنطقة هنزه، أن البشر سكنوا المنطقة في ما قبل عام 2000 قبل الميلاد. بعدما سكن الإنسان التبت بعدة قرون انتقل جزء من هؤلاء السكان إلى المنطقة ثم تلهم شعب بلتي في سكن بلتستان. تشترك بلتستان حاليًا مع التبت ولداخ في الجغرافية والثقافة (وإن اختلف الدين بينهم). انتشر شعب الدرد الناطقة بلغة الشينا في غرب الإقليم، ويسكن اليوم مناطق غلغت وتشيلاس وأستور وديامير، بينما يسكن متحدثي لغتي بروشسكي وكهوار في هنزه والمناطق العليا. ذُكر شعب الدرد في كتابات هيرودوت ونيارخوس وميغاسثينيس وبلينيوس وبطليموس وفي القوائم الجغرافية للبورانا.
كان سكان هذه المنطقة يتبعون ديانة البون في القرن الأول الميلادي، ثم اعتنقوا البوذية في القرن الثاني الميلادي. زار الحاج البوذي الصيني فاكسيان غلغت بلتستان بين عامي 399 و414 ميلادي، وزارها الحاج الصيني تشيونتسانغ بين عامي 627 و645 ميلادي.
يذكر في السجلات الصينية العائدة لفترة حكم سلالة تانغ، أن سلالة بولو (بالصينية: 勃律; البينيين: bólǜ)، قد تنطق أيضا "بالولا" أو "باتولا") البوذية حكمت المنطقة بين عامي 600 و700 ميلاديًا. يُعتقد أن هذه السلالة هي ذاتها باتولا شاهيس الوارد ذكرها في النقوش البراهمي. كانت تلك السلالة تعتقد بالبوذية التانترية (فاجرايانا).
أصبحت غلغت تابعة للسيادة الصينية في منتصف القرن السابع الميلادي بعد سقوط الخاقانات التركية الغربية إثر حملات سلالة تانغ العسكرية. استولت الإمبراطورية التبتية الصاعدة على المنطقة من الصينيين في أواخر الستينيات الميلادية. استمر التنافس بين القوات الصينية والتبتية والدول التابعة لكل منهما على السيطرة على المنطقة حتى منتصف السبعينيات. تحالف حكام غلغت مع سلالة تانغ ليصدوا النفوذ الإسلامي المتصاعد في المنطقة.
تولى نافاسوريندراديتيا-ناندين حكم سلالة بالولا ساهي في غلغت بين عامي 644 و655. وقد اكتُشفت العديد من النقوش السنسكريتية التي تعود لفترة حكمه مثل نقوش دانيور الصخرية. أصبح جايامانغالافيكراماديتيا-ناندين ملكًا على غلغت في أواخر الستينيات وأوائل السبعينيات الميلادية.
تذكر السجلات الصينية وصل وفدان من حاكم بالولا الكبرى (بلتستان) المدعو سو-فو-شي-لي-جي-لي-ني (بالصينية: 蘇弗舍利支離泥; البينيين: sūfúshèlìzhīlíní) إلى البلاط الإمبراطوري الصيني في عامي 717 و719 ميلادي. أرسل سوريندراديتيا (بالصينية: 蘇麟陀逸之; البينيين: sūlíntuóyìzhī) وفدًا آخر إلى البلاط الصيني في عام 720، ذكرته السجلات الصينية باسم "ملك بالولا العظيم". لكن لا توجد أدلة واضحة حول ما إذا كانت بلتستان تحت سيطرة غلغت في ذلك الوقت. منح الإمبراطور الصيني لقب "ملك الكشمير" لحاكم كشمير تشاندارابيدا (المعروف بالصينية باسم "تشن-فو-لو-بي-لي") في ذلك الوقت. أصبحت بلتستان ضمن نفوذ الإمبراطورية التبتية في عامي 721-722.
حاول الجيش التبتي الاستيلاء على غلغت أو بروزا (وادي ياسين) في عامي 721-722 ولكنه فشل. يذكر في السجلات الصينية أن ملك "ليتل بالولا" المدعو مو-تشينغ-مانغ (بالصينية: 沒謹忙; البينيين: méijǐnmáng) زار بلاط سلالة تانغ طلبًا للمساعدة العسكرية ضد التبتيين.
مر الحاج البوذي الكوري هييتشو عبر هذه المنطقة بين عامي 723 و728. سيطرت القوات التبتية بقيادة الوزير بيل كيسانغ دونغتساب، المبعوث من الإمبراطور التبتي مي أغتسوم، على "ليتل بالولا" في عام 737/738. استعاد الجيش الصيني بقيادة القائد الكوري الأصل جاو شيانزي السيطرة على "ليتل بالولا" في عام 747.
تسببت ثورة آن لوشان في انسحاب قوات تانغ الصينية في المنطقة في عام 755، نتج عنها أن أصبحت الصين غير قادرة على ممارسة نفوذها في آسيا الوسطى أو المناطق المحيطة بغلغت بلتستان. استمرت السيطرة التبتية على المنطقة حتى أواخر القرن التاسع الميلادي. هاجرت قبائل تركية زرادشتية إلى غلغت في القرن السابع، وأسست بها سلالة طرخان.

### العصور الوسطى
دخل الإسلام إلى بلتستان في القرن الرابع عشر على يد الدعاة الصوفيون المسلمون من بلاد فارس وآسيا الوسطى. من أبرزهم مير سيد علي همداني الذي وصل إلى المنطقة عبر كشمير. أسلم حكام طرخان الأتراك في نفس الفترة وأدخلوا الإسلام إلى منطقة غلغت. شهدت غلغت بلتستان في العصور الوسطى ظهور العديد من الحكام المحليين، من بينهم سلالة الماقبون في سكردو وراجاس هنزه. وحد الماقبون في سكاردو مناطق غلغت بلتستان مع شيترال ولداخ، وازهرت السلالة في عهد علي شير خان أنشان، الذي كان ذو علاقة طبية مع البلاط المغولي. اشتهر أنشان برعايته للفن والرياضة ونوع عمارتها التي تأثرت بالطراز المغولي. كما يُنسب إليه إدخال لعبة البولو إلى منطقة غلغت وإرساله مجموعة من الموسيقيين من شيترال إلى دلهي لتعلم الموسيقى الهندية.

### التاريخ الحديث

#### ولاية جامو وكشمير الأميرية
بدأ القائد زوراور سينغ، الموالي لجلاب سينغ، حملته ضد بلتستان في نوفمبر 1839. غزا سكردو وأسر حاكمها أحمد شاه في 1940، وأجبره على مرافقة زوراور سينغ في حملته إلى غرب التبت. عين زوراور باغوان سينغ مسؤولًا (ثانادار) على سكردو. قاد علي خان من روندو وحيدر خان من شيغار ودولت علي خان من خابلو انتفاضة ناجحة في العام التالي ضد دوغرا في بلتستان وأسروا باغوان سينغ في سكردو.
غزا قائد دوغرا وسير لخبات بلتستان للمرة الثانية في عام 1842، بدعم من علي شير خان (الثالث) من كارتاكشو. استولى في هذه الحملة على قلعة خارفوتشو. سجن وسير حيدر خان من شيغار، أحد قادة الانتفاضة ضد الدوغرا، وتوفي في الأسر. كما عين جوساون مسؤولًا (ثانادار) على بلتستان. كانت منطقة غلغت بلتستان بأكملها تتبع لحكم السيخ حتى عام 1860 ثم دخلت تحت حكم الدوغرا.
أصبحت المنطقة جزءًا من دولة جامو وكشمير الأميرية بعد هزيمة السيخ في الحرب الإنجليزية السيخية الأولى. اعتبر سكان غلغت أنفسهم مختلفين عرقيًا عن الكشميريين وكانوا يرفضون أن تحكمهم دولة كشمير.

#### الاستقلال
ظلت جامو وكشمير في البداية دولة مستقلة وقت استقلال الهند وباكستان في أغسطس 1947. عبرت ميليشيات قبلية مدعومة من باكستان الحدود إلى جامو وكشمير في 22 أكتوبر 1947. على إثر تقدم قوات هذه القبائل في الولاية الأميرية طلب المهراجا هاري سينغ مساعدة الهند ووقع على صك الانضمام له. قامت الهند بنقل قوات للدفاع عن وادي كشمير بالجو، وصد المهاجمين حتى ما وراء أوري.
لم يرغب سكان غلغت المحليون بالانضمام إلى الهند. كانت رغبة مسلمي الإيليقا الحدودية هي الانضمام إلى باكستان. شعر قائد كشافة المهراجا في غلغت الرائد ويليام براون، بتوتر الأوضاع فقاد تمردًا في 1 نوفمبر 1947 أطاح بالحاكم غانسارا سينغ. خطط براون لانقلاب غير دموي باسم خطة "داتا خيل"، بمشاركة قسم متمرد من قوات ولاية جامو وكشمير بقيادة ميرزا حسن خان. شُكلت حكومة مؤقتة (أبوري هاكومات) في غلغت بقيادة رجا شاه رايس خان كرئيس وميرزا حسن خان قائدًا أعلى للقوات المسلحة. لكن أرسل براون برقية إلى خان عبد القيوم خان يطلب فيها من باكستان تولي إدارة المنطقة. وصل الوكيل السياسي الباكستاني خان محمد عالم خان وتولى إدارة غلغت في 16 نوفمبر 1947. نجح براون في التغلب على الفصائل المؤيدة للاستقلال وحصل على موافقة المير وراجا المحليون لانضمام المنطقة إلى باكستان.
استمرت الحكومة المؤقتة في غلغت 16 يومًا فقط. يقول الباحث يعقوب خان بنغاش أن هذه الحكومة لم يكن لها نفوذ يُذكر على السكان، وأن تمرد غلغت كان بجهود قادة عسكريين فقط دون مشاركة مدنية تُذكر، ولم يكن جميع هؤلاء القادة يؤيدون الانضمام إلى باكستان في البداية. لكن يقول المؤرخ أحمد حسن داني أن المشاعر المؤيدة لباكستان كانت قوية بين السكان المدنيين، وأنهم أظهروا عداءً واضحًا للحكم الكشميري. يُفيد العديد من الباحثين أن سكان غلغت والمناطق المجاورة مثل تشيلاس وكوه غزر وإشكومان وياسين ويونيال وهنزه وناجار انضموا إلى باكستان بمحض إرادتهم.
تقدمت كشافة غلغت بعد السيطرة الكاملة على غلغت مع قوات آزاد غير النظامية نحو بلتستان ولداخ. تمكنوا من الاستيلاء على سكردو في مايو 1948 ومنعوا وصول التعزيزات الهندية لها. ثم توجهوا نحو كارجيل وليه. قاد القوات الهندية هجوم مضاد على هذه القوات في خريف 1948 نجحت في طردهم من لداخ، لكن بقيت بلتستان تحت سيطرة القوات المتمردة.
أحالت الهند قضية جامو وكشمير إلى مجلس الأمن التابع للأمم المتحدة في 1 يناير 1948. أصدر المجلس قرارًا في أبريل بنفس العام يطالب باكستان بالانسحاب من جميع مناطق جامو وكشمير وأن تخفض الهند قواتها إلى الحد الأدنى، على أن يُجرى استفتاء لتحديد رغبات السكان. لم ينسحب أي من الطرفين. فقد أصرت الهند على انسحاب باكستان أولاً بينما طالبت باكستان بضمان انسحاب الهند بعد ذلك. منذ ذلك الحين ظلت غلغت بلتستان والمناطق الغربية التي أصبحت تُعرف باسم آزاد كشمير تحت سيطرة باكستان.

### الحكم الباكستاني
أعرب سكان غلغت بلتستان عن رغبتهم في الانضمام إلى باكستان بعد استقلالهم عن حكم المهراجا هاري سينغ. رفضت باكستان دمج المنطقة رسميًا داخل حدودها بسبب ارتباط الإقليم بقضية جامو وكشمير. كانت غلغت بلتستان تحت حكم آزاد كشمير "نظريًا فقط، وليس عمليًا" لفترة قصيرة بعد انضمامها إلى باكستان، قثد اعتبرت آزاد كشمير نفسها حكومة بديلة لجامو وكشمير. نقلت إدارة غلغت بلتستان إلى الحكومة الاتحادية الباكستانية بموجب اتفاقية كراتشي في عام 1949. يقول الصحفي الهندي بول ساهني أن هذه الخطوة محاولة من باكستان لإضفاء الشرعية على حكمها للمنطقة.
يذكر المحلل الباكستاني إرشاد محمود أن هناك سببان لنقل الإدارة من آزاد كشمير إلى الحكومة الاتحادية:
- كان يتعذر الوصول إلى المنطقة من آزاد كشمير ، و
- لأن حكومتي آزاد كشمير وباكستان كانتا تعرفان أن شعوب المنطقة تؤيد الانضمام إلى باكستان في حال أجري استفتاء محتمل حول الوضع النهائي لكشمير.[73]

تذكر مجموعة الأزمات الدولية أن اتفاقية كراتشي لا تحظى بشعبية كبيرة في غلغت بلتستان لأنها لم تكن طرفا فيها على أن مصيرها يتقرر في الاتفاقية.
كانت غلغت بلتستان تُحكم عبر لائحة جرائم الحدود التي تعود إلى الحقبة الاستعمارية البريطانية منذ استقلال باكستان وحتى التسعينيات، والتي كانت تُطبّق أساسًا على المناطق القبلية الشمالية الغربية. تعاملت هذه اللوائح مع القبائل على أنها "همج غير متحضرون"، وفرضت غرامات وعقوبات جماعية عليهم. لم يكن للأفراد الحق في التمثيل القانوني أو الاستئناف ضد القرارات، وكان السفر يتطلب الحصول على إذن مسبق من الشرطة وإلزامهم بإبلاغ السلطات عن تحركاتهم. لم يكن هناك نظام ديمقراطي وظلت السلطات السياسية والقضائية بيد وزارة شؤون كشمير والمناطق الشمالية. كما حُرم سكان غلغت بلتستان من الحقوق التي يتمتع بها المواطنون في باكستان وآزاد كشمير.
كان هذا الوضع ناتجًا عن العزلة الجغرافية للمنطقة وعدم توافر معايير ديمقراطية كافية في باكستان بشكل عام. لم تُعطَ الحكومة الفيدرالية الأولوية لتطوير الديمقراطية في غلغت بلتستان، خاصة مع غياب الضغط الشعبي. كان المجتمع المدني ضعيفًا، حيث فضل الشباب المتعلم الانتقال إلى المراكز الحضرية في باكستان بدلًا من البقاء في المنطقة.

#### المناطق الشمالية
دمجت وكالة غلغت ومنطقة بلتستان في وحدة إدارية واحدة سُميت بـ "المناطق الشمالية" في عام 1970. تنازلت باكستان عن منطقة شاكسجام للصين بعد توقيع اتفاقية الحدود الصينية الباكستانية في عام 1963. أنشئ مجلس استشاري للمناطق الشمالية في عام 1969، والذي أعيدت تسميته في عام 1974 إلى مجلس المناطق الشمالية ثم إلى المجلس التشريعي للمناطق الشمالية في عام 1994. لكن كانت هذه المجالس تفتقر إلى السلطات التشريعية، إذ بقيت جميع عمليات التشريع مركزية في وزارة شؤون كشمير والمناطق الشمالية الباكستانية. أنشأت الوزارة أمرًا إطاريا قانونيًا في عام 1994 ليكون بمثابة دستور غير رسمي للمنطقة. ألغت باكستان في عام 1974 قانون الدولة الذي كان معمولًا به في غلغت بلتستان، مما سمح للباكستانيين من مناطق أخرى بشراء الأراضي والاستقرار في المنطقة.
ازدادت أهمية المنطقة داخل باكستان مع افتتاح طريق قراقرم السريع في عام 1984، ما أسهم في تعزيز ارتباط السكان المحليين ببقية البلاد. أتاح ذلك فرصًا تعليمية جديدة لسكان المنطقة في المدن الباكستانية الكبرى. كما سمح للأحزاب السياسية الباكستانية وآزاد كشمير بإنشاء فروع محلية، مما ساهم في زيادة الوعي السياسي بين سكان المنطقة. يقول إرشاد محمود لعبت الأحزاب السياسية الباكستانية دورًا كبيرًا في تنظيم حركة للمطالبة بالحقوق الديمقراطية لسكان غلغت بلتستان.
شهدت المنطقة أحداثًا مأساوية في عام 1988 عندما قامت مجموعات من الإسلاميين السنة، بدعم من شخصيات مثل أسامة بن لادن وبرويز مشرف والجنرال ضياء الحق وميرزا أسلم بيغ، بمذبحة مروعة ضد الشيعة المحليين أسفر عن مقتل مئات الأشخاص.

#### الهيكل الإداري الحالي
قدم رئيس "صندوق الجهاد" التماسًا إلى المحكمة العليا في باكستان في أواخر التسعينات يطالب بتحديد الوضع القانوني لمنطقة غلغت بلتستان. أمرت المحكمة الحكومة الباكستانية في حكمها الصادر في 28 مايو 1999 بضمان حقوق متساوية لشعب غلغت بلتستان، ومنحتها مهلة مدتها ستة أشهر لتنفيذ ذلك. استجابةً للحكم، اتخذت الحكومة الباكستانية عدة خطوات لتفويض السلطة إلى المستوى المحلي. لكن أثارت العديد من الدوائر السياسية مخاوف بشأن قدرة الحكومة على الامتثال الكامل للحكم. وأرجعت ذلك إلى الانقسامات السياسية والطائفية العميقة في المنطقة، بالإضافة إلى العلاقة التاريخية لغلغت بلتستان مع كشمير المتنازع عليها. هذه العوامل أدت إلى تعقيد الجهود الرامية إلى تحديد الوضع القانوني والدستوري الحقيقي للإقليم.
أنشئ منصب "نائب الرئيس التنفيذي" ليصبح مدير محلي في غلغت بلتستان، لكن السلطات الفعلية ظلت في يد "الرئيس التنفيذي" وهو الوزير الفيدرالي لوزارة شؤون كشمير والمناطق الشمالية. ورغم حزم الإصلاحات المتعددة التي نفذت على مر السنين لم يطرأ تغيير جذري على الوضع. تفاقم الغضب الشعبي في غلغت بلتستان في تلك الأثناء. برزت جماعات معارضة قوية احتجاجًا على غياب الحقوق المدنية والديمقراطية. ناقشت الحكومة الباكستانية على إثر ذلك إمكانية منح المنطقة وضع إقليم. جدير بالذكر أن غلغت بلتستان أصبحت عضوًا في منظمة الأمم والشعوب غير الممثلة منذ عام 2008. يذكر أنتيا ماتو بوزاس أن الحكومة الباكستانية بقيادة حزب الشعب الباكستاني حاولت التوصل إلى حل وسط عبر إصلاحات عام 2009، لتوازن بين موقفها التقليدي بشأن نزاع كشمير وبين مطالب السكان المحليين الذين يُعتقد أن معظمهم يحمل مشاعر مؤيدة لباكستان. ورغم أن هذه الإصلاحات ساهمت في تعزيز الهوية الذاتية للمنطقة، إلا أنها لم تعالج الوضع الدستوري لغلغت بلتستان داخل باكستان.
أعرب سكان غلغت لتستان عن رغبتهم في أن تصبح منطقتهم إقليمًا خامسة منفصل ضمن باكستان في تقارير إخبارية في عام 2010. عارض قادة آزاد كشمير في عام 2015 أي تحرك نحو دمج غلغت بلتستان في باكستان. رفض سكان غلغت بلتستان فكرة الاندماج مع آزاد كشمير، وطالبوا بالحصول على الجنسية الباكستانية الكاملة إلى جانب وضع دستوري خاص لمنطقتهم.
أشير إلى غلغت بلتستان بالاسم في دستور باكستان في عام 2016. أُفيد بأن باكستان قررت منح غلغت بلتستان مكانة إقليم كامل في سبتمبر 2020.

## الجغرافيا
تقع غلغت بلتستان عند تقاطع عدة حدود دولية وإقليمية، إذ يحدها من الغرب إقليم خيبر بختونخوا الباكستاني ومن الشمال شريط صغير من ممر واخان الأفغاني ومن الشمال الشرقي منطقة شينجيانغ الأويغورية ذاتية الحكم في الصين ومن الجنوب الشرقي إقليم جامو وكشمير الواقع تحت الإدارة الهندية ومن الجنوب آزاد جامو وكشمير الواقع تحت الإدارة الباكستانية.

تكثر القمم الجبلية في غلغت بلتستان وفيها جميع القمم الخمسة التي يتجاوز ارتفاعها ثمانية آلاف متر، وأكثر من خمسين قمة يفوق ارتفاعها 7,000 متر (23,000 قدم). يمر في المنطقة بعض من أعلى سلاسل الجبال في العالم مثل جبال قراقرم وجبال الهملايا الغربية وجبال بامير الشمالية وهندوكوش الغربية. ومن أشهر القمم الجبلية في المنطقة جبل كي 2 ثاني أعلى قمة في العالم ونانكا بربت. كما يوجد في غلغت بلتستان ثلاثة من أطول الأنهار الجليدية في العالم خارج المناطق القطبية، وهي: نهر بيافو الجليدي ونهر بالتورو الجليدي ونهر باتورا الجليدي.
- بحيرة سادبارا في سكردو، في 2002
- بحيرة كاتشورا العليا
- بحيرة شانغريلا، سكردو
- Manthokha Waterfall

### المناخ
مناخ غلغت بلتستان مختلف بشدة حسب تضاريس المنطقة، إذ تؤدي التضاريس الجبلية المحيطة إلى تفاوتات حادة في الأحوال الجوية. يتميز الجزء الشرقي من الإقليم بمناخ أكثر رطوبة بسبب تأثير جبال الهيمالايا الغربية في حين يصبح المناخ أكثر جفافًا كلما اتجهنا نحو قراقرم وهندوكوش. تكون بعض المدن مثل غلغت وتشلاس شديدة الحرارة في ساعات النهار في فصل الصيف، لكنها تصبح باردة في الليل. أما الوديان مثل أستور وخابلو وهنزه وناجار، فتتميز بدرجات حرارة معتدلة إلى باردة حتى في فصل الصيف.

## الحكومة
شُكلت وحدة "المناطق الشمالية" في عام 1970 لتكون وحدة إدارية منفصلة، وضمت وكالة غلغت السابقة ومنطقة بلتستان في لداخ وولايات الأميرية السابقة مثل هنزه وناغار. تتألف غلغت بلتستان من أربعة عشر منطقة، وتبلغ مساحتها نحو 73,000 كيلومتر مربع (28,000 ميل مربع) ويقطنها ما يقارب مليون نسمة. تشترك المنطقة بحدود مع باكستان والصين وأفغانستان والهند. حاولت المحكمة العليا في آزاد جامو وكشمير ضم غلغت بلتستان في عام 1993، ولكن بعد احتجاجات محلية ألغت المحكمة العليا الباكستانية هذا القرار إذ كان السكان يخشون الهيمنة الكشميرية.
ألغت حكومة باكستان قانون الدولة الخاضعة في غلغت بلتستان في عام 1974، مما أدى إلى تغييرات ديموغرافية كبيرة في الإقليم. لم يدمج إقليم غلغت بلتستان رسميًا في الدولة الباكستانية على السيطرة عليه، ولم تشارك المنطقة في الشؤون الدستورية السياسية للبلاد. أصدرت الحكومة الباكستانية أمر التمكين والحكم الذاتي لغلغت بلتستان في 29 أغسطس 2009 والذي وقعه لاحقًا الرئيس آنذاك آصف علي زرداري. منح هذا النظام الإقليم حكما ذاتيًا شكليًا عبر إنشاء جمعية تشريعية منتخبة ومجلس محلي أي أنها منحت وضعًا شبيهًا بحكم الأمر الواقع كإقليم دون أن تصبح جزءًا دستوريًا من باكستان. لكنها ظلت ذات وضع شبه إقليمي ولم تدمج كليًا، إذ أكدت باكستان أن ذلك قد يهدد مطالبها بشأن قضية كشمير. وافقت الأحزاب السياسية الباكستانية على منح وضع إقليمي مؤقت لغلغت بلتستان، مع إمكانية تعديل دستوري لدمجها.
تعتبر الهند غلغت بلتستان جزءًا لا يتجزأ من ولاية جامو وكشمير الأميرية السابقة وتطالب بضمها. ترى بعض الجماعات القومية الكشميرية مثل جبهة تحرير جامو وكشمير، أن المنطقة يجب أن تكون جزءًا من دولة مستقلة مستقبلية على غرار ما كان قائمًا عام 1947.

### المناطق
غلغت بلتستان مقسمة إداريًا إلى ثلاثة أقسام رئيسية: بلتستان وديامير وغلغت كل منها فيه العديد من المقاطعات. هذه الأقسام مجتمعة فيها أربع عشرة مقاطعة. تُعد مدينتا غلغت وسكردو المركزين الإداريين الرئيسيين للإقليم، وتتركز فيهما الأنشطة الحكومية والإدارية.
| التقسيم | المنطقة     | المساحة (كم2) | العاصمة  | السكان (2013) | عاصمة التقسيم |
| ------- | ----------- | ------------- | -------- | ------------- | ------------- |
| بلتستان | Ghanche     | 4,052         | خبلو ‏    | 108,000       | سكردو         |
| بلتستان | Shigar      | 8,500         | Shigar   | -             | سكردو         |
| بلتستان | Kharmang    | 5,500         | Kharmang | -             | سكردو         |
| بلتستان | Skardu      | 8,700         | سكردو    | 305,000*      | سكردو         |
| بلتستان | Roundu      | غير معروف     | Dambudas | غير معروف     | سكردو         |
| غلغت    | Gilgit      | 14,672        | غلغت     | 222,000       | غلغت          |
| غلغت    | Ghizer      | 9,635         | Gahkuch  | 190,000       | غلغت          |
| غلغت    | Hunza       | 7,900         | Aliabad  | 70,000 (2015) | غلغت          |
| غلغت    | Nagar       | 5,000         | Nagar    | 51,387 (1998) | غلغت          |
| غلغت    | Gupis–Yasin | غير معروف     | Phander? | غير معروف     | غلغت          |
| ديامر   | Diamer      | 10,936        | شلاس ‏    | 214,000       | تشيلاس        |
| ديامر   | Astore      | 5,092         | Eidghah  | 114,000       | تشيلاس        |
| ديامر   | Darel       | غير معروف     | Darel    | غير معروف     | تشيلاس        |
| ديامر   | Tangir      | غير معروف     | Tangir   | غير معروف     | تشيلاس        |

* مجموع سكان مقاطعات سكردو وشيغار وخارمانغ وراوندو. اقتطعت مقاطعتي شيغار وخارمانغ من منطقة سكاردو بعد عام 1998. وبلغ معدل النمو السكاني الإجمالي بين عامي 1998 و 2011 63.1٪ ، مما يجعله 4.85٪ سنويا.

## الاقتصاد والموارد

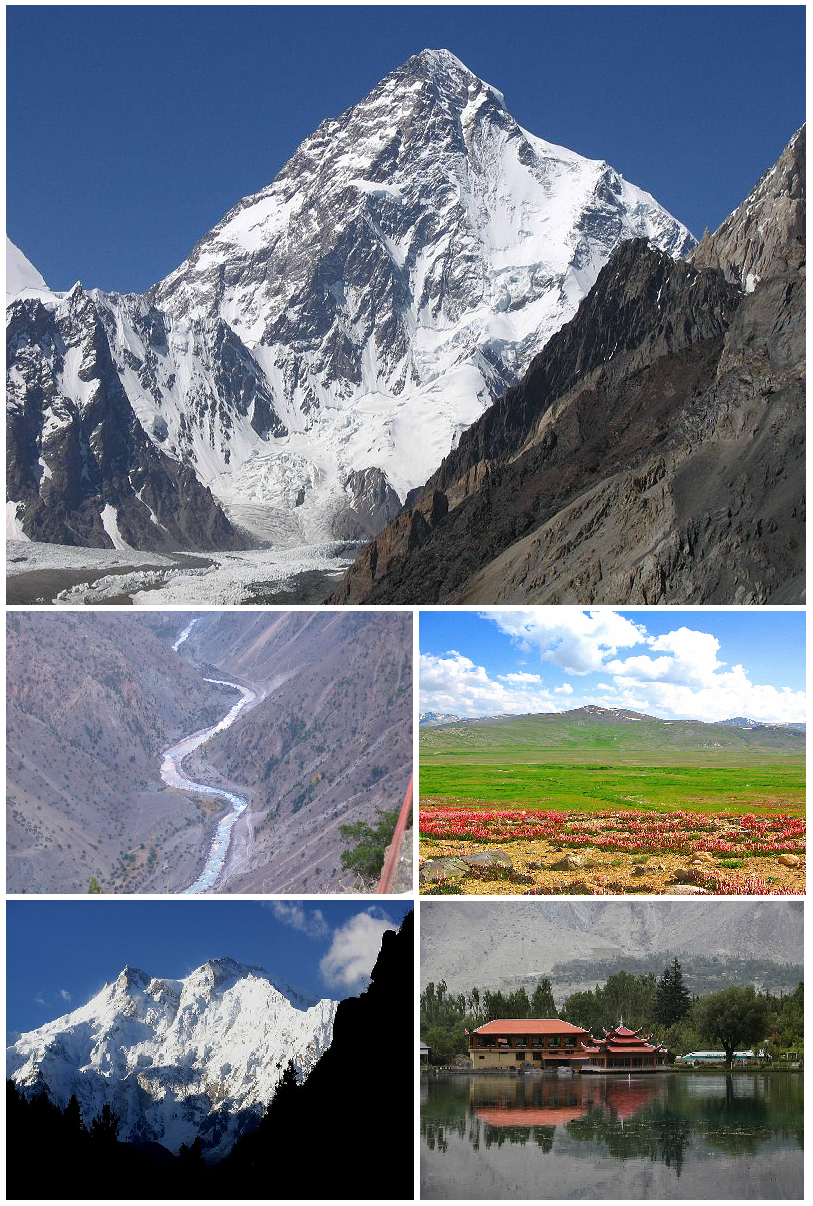
قمم جبلية في الإقليم

يعتمد اقتصاد غلغت بلتستان على التجارة التقليدية عبر طريق الحرير التاريخي الشريان الاقتصادي الهام للمنطقة. تسهم الزراعة والسياحة بشكل كبير في دعم الاقتصاد المحلي. تشمل المنتجات الزراعية الأساسية القمح والذرة والشعير والفواكه. أما السياحة فتركز بشكل رئيسي على الرحلات الجبلية وتسلق القمم، وتشهد هذه الصناعة نموًا متزايدًا مع مرور الوقت. بلغ الناتج المحلي الإجمالي الاسمي للإقليم حوالي 2.5 مليار دولار في أغسطس 2021، بينما بلغ نصيب الفرد من الناتج المحلي الإجمالي الاسمي 1,748 دولارًا. في حين أن إجمالي الناتج المحلي حسب تعادل القوة الشرائية وصل إلى 10 مليارات دولار وبلغ نصيب الفرد منه 6,028 دولارًا.
وقعت باكستان اتفاقية مع الصين في سبتمبر 2009 لتنفيذ مشروع ضخم للطاقة في غلغت بلتستان، يتضمن بناء سد بقدرة 7,000 ميغاواط في منطقة بونجي في أستور. كما يربط الممر الاقتصادي الصيني الباكستاني بين سنجان الصينية ومناطق غلغت بلتستان النائية، ما يعزز الآمال بتحقيق فوائد اقتصادية وتنموية كبيرة لسكان المنطقة من خلال هذا المشروع وغيره من مشروعات التنمية.

### السياحة

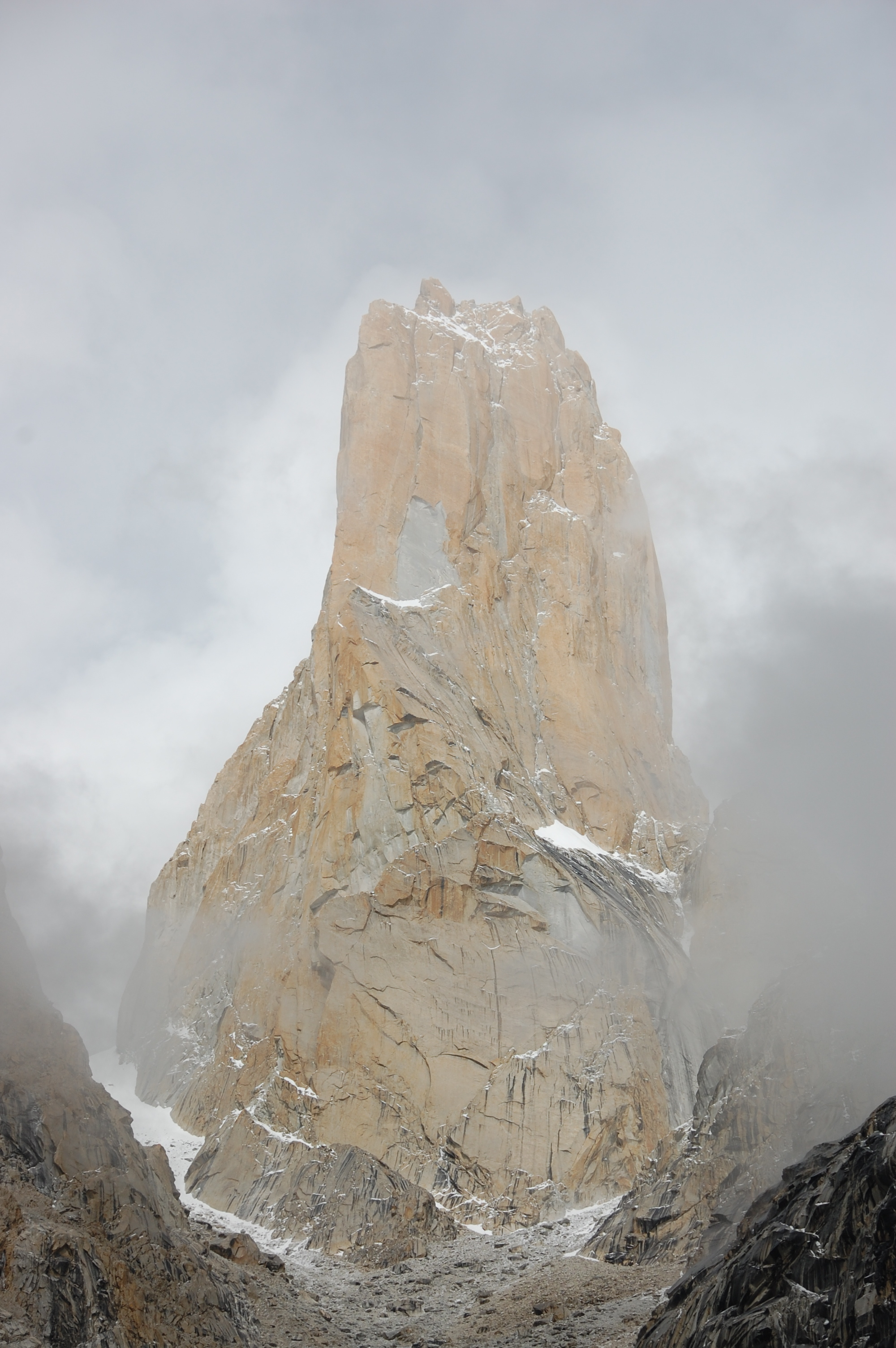
يعتبر جرف ترانغو من بين الوجهات الأبرز لتسلق الصخور في العالم، يجذب هذا التحدي الفريد سنويًا العديد من البعثات الاستكشافية من مختلف أنحاء العالم، التي تتوافد إلى سلسلة قراقرم لتجربة تسلق صخور الجرانيت الوعرة.

غلغت بلتستان هي أحد مراكز السياحة في باكستان، وتتميز بجمالها الطبيعي الساحر وتنوع مناظرها الخلابة التي تشمل الجبال الشاهقة والبحيرات الصافية والأنهار الجليدية الضخمة والوديان الخضراء. المنطقة موطنًا لقمم عالمية مثل كي 2 ثاني أعلى قمة في العالم، وتجذب الزوار ليس فقط لتضاريسها الطبيعية بل أيضًا لمعالمها التاريخية وتراثها الثقافي. من أبرز الوجهات السياحية فيها هضبة ديوساي ووادي نلتر ووادي باجروت ووادي هوشيه حيث توفر هذه المواقع تجارب فريدة لعشاق الطبيعة والمغامرة على حد سواء.

### الطاقة

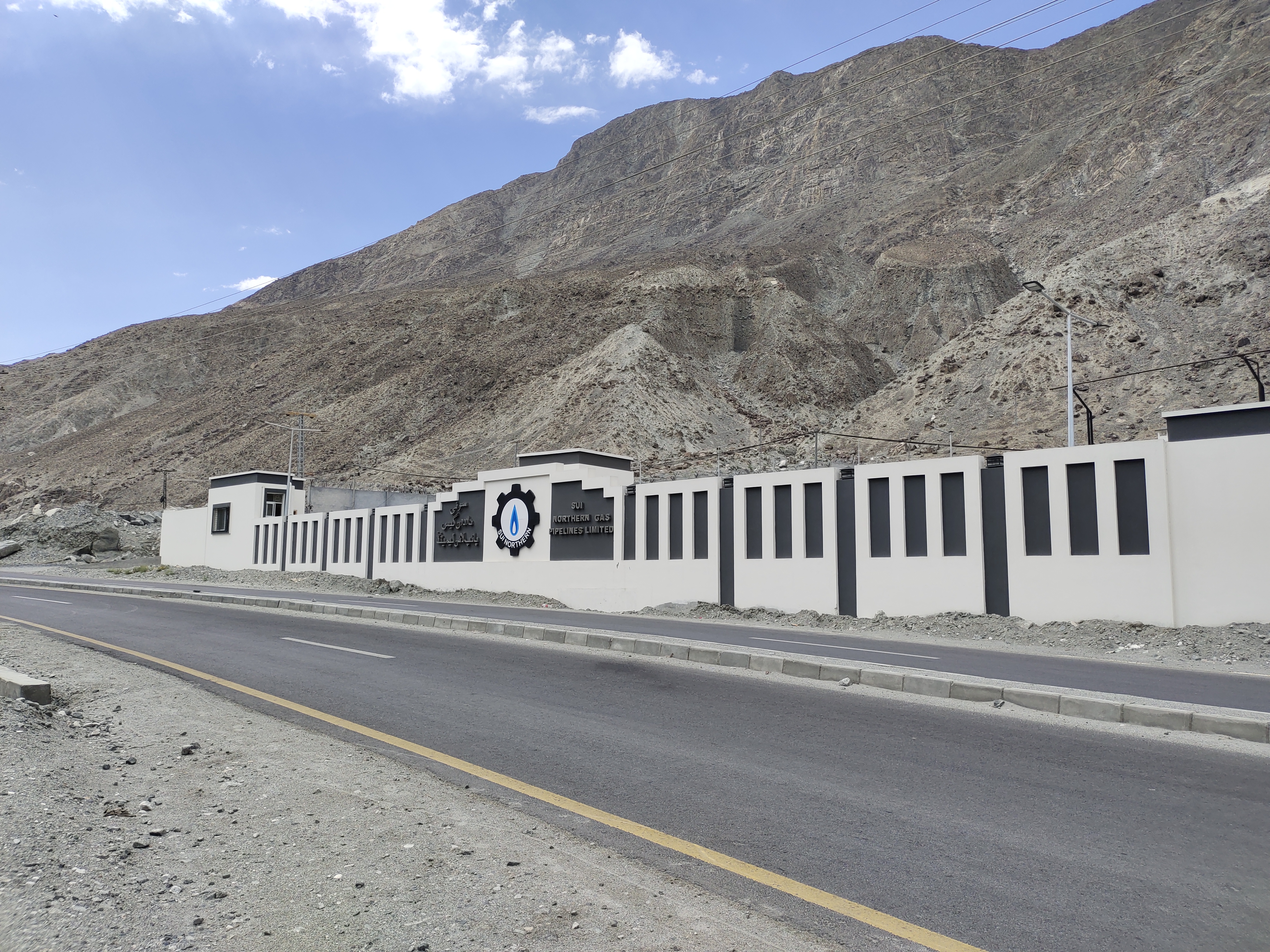
محطة خلط هواء غاز البترول المسال التابعة لشركة خطوط أنابيب الغاز الشمالية في مدينة غلغت

لا يوجد في غلغت بلتستان بنية تحتية لخطوط أنابيب الغاز بخلاف العديد من المدن الأخرى في البلاد. وبدلاً من ذلك يعتمد سكان المنطقة على استيراد أسطوانات الغاز من المحافظات الأخرى، حيث يقوم مقاولون خاصون بتوفيرها للسكان.
كشفت شركة خطوط أنابيب الغاز الشمالية في عام 2020 عن مشروع خلط الهواء بغاز البترول المسال (LPG) بهدف توفير منشآت الغاز لغلغت. يُتوقع أن يسهم هذا المشروع بشكل كبير في تقليل إزالة الغابات، إذ يعتمد السكان حاليًا على الأخشاب من الأشجار لتلبية احتياجات التدفئة والإضاءة. أنشئ أول مكتب رئيسي لهذا المشروع في مدينة غلغت، وهي خطوة أولى نحو تحسين البنية التحتية للطاقة في المنطقة.

## السكان
يُقدّر عدد سكان غلغت بلتستان بحوالي 1,492,924 نسمة وفقًا لتعداد عام 2017، مع زيادة ملحوظة عن التقديرات السابقة التي بلغت 1.249 مليون نسمة في عام 2013، و873,000 نسمة في عام 1998. يشكل السكان الحضر حوالي 14% من إجمالي السكان، بمعدل خصوبة مرتفع يبلغ 4.7 طفل لكل امرأة وهو الأعلى في باكستان.
يتميز سكان غلغت بلتستان بتنوعهم العرقي واللغوي والديني، وذلك بسبب طبيعة المنطقة التي يوجد بها العديد من الوديان المعزولة المحاطة ببعض أعلى الجبال في العالم. من المجموعات العرقية الرئيسية فيها شين وياشكون والكشميريين والكاشغريين وباميري وباثان وكوهستاني. أما على مستوى المناطق تُعد منطقة غلغت الأكثر سكانًا بواقع 330,000 نسمة، بينما تُعد منطقة هونزا الأقل عددًا بواقع 50,000 نسمة.

### اللغات
تتميز غلغت بلتستان بتنوع لغوي كبير، تعتبر اللغة الأردية لغة وطنية ورسمية للتواصل بين الأعراق المختلفة واللغة الإنجليزية الرسمية المستخدم في التعليم.
| الرتبة | الللغة        | تفاصيل |
| ------ | ------------- | --- |
| 1      | شينا          | هي لغة دردية، ويتحدث بها أغلبية ست مناطق: غلغت وديامير/شيلاس وداريل/تانجير وأستور وبونيال/جاهكوتش وروندو.                                                                                        |
| 2      | اللغة البلتية | يُتحدث بهذه اللغة أغلبية سكان خمس مناطق: سكاردو/شيغار وخارمانغ وغولتاري وخابلو وماشابروم. وهي تنتمي إلى عائلة اللغات التبتية، وقد استعارت العديد من المفردات من اللغة الأردية.                    |
| 3      | بروشسكي       | يُتحدث بهذه اللغة أغلبية سكان أربع مناطق: ناغار 1 وهنزه/علي آباد وناغار 2 وياسين. وتعتبر لغة معزولة استعارت العديد من المفردات من اللغة الأردية.                                                  |
| 4      | كهوار         | يتحدث غالبية الناس في منطقتين جوبس وإشكومين بهذه اللغة، كما تُستخدم أيضًا في ياسين وتحصيلي بونيال/غاهكوش. تُصنف هذه اللغة مثل لغة شينا ضمن اللغات الدردية.                                          |
| 5      | Wakhi         | يتحدث غالبية الناس في منطقة جوجال تيشيل في هنزه بهذه اللغة، كما يتم التحدث بها أيضًا في مدارس ياسين وإشكومين في مقاطعتي غوبيس ياسين وغيزر. تصنف هذه اللغة ضمن اللغات الإيرانية الشرقية/الباميرية. |
| -      | آخرى          | كما يتحدث عدد كبير من سكان المنطقة لغات البشتوية والكشميرية والدوماكي والكجرية. |

### الدين

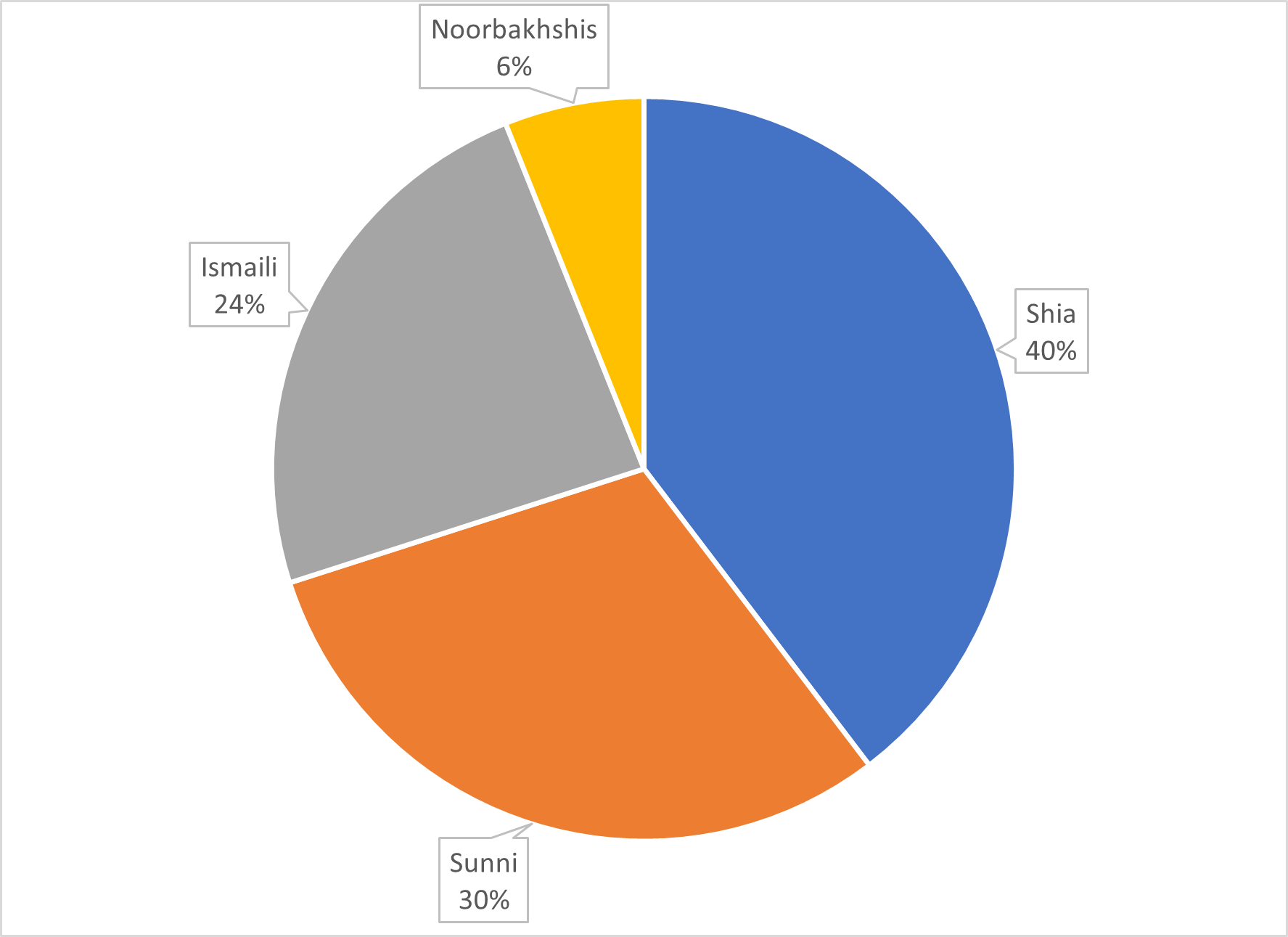
نسبة المذاهب من مجموع سكان الإقليم

كل سكان غلغت بلتستان مسلمون، وتتميز المنطقة بتنوع مذهبي كبير وهي الأكثر تنوعًا من هذه الناحية في باكستان. كما أنها الإقليم الوحيد في باكستان ذو أغلبية شيعية. أغلب سكان منطقة سكردو شيعة وأغلب سكان منطقتي ديامير وأستور سنة. أما في منطقة غانش فأغلبية السكان من طائفة النوربخشية، ومنطقة غزار ذات أغلبية إسماعيلية. أما المناطق الأخرى مثل غلغت وهنزه ونجار فتتكون من مزيج من هذه المذاهب.
يذكر المسؤول الحكومي الهندي ب. رامان أن الشيعة والإسماعيليون كانوا يشكلون حوالي 85٪ من السكان في عام 1948. يدعي رامان أن هذه النسبة انخفضت بسبب سياسة اللواء ضياء الحق التي تهدف إلى تغيير التركيبة السكانية عبر تشجيع هجرة السنة من المناطق الأخرى والمناطق القبلية الخاضعة للإدارة الاتحادية، خاصة بعد الثورة الإيرانية في 1979. تظهر الدراسات الحديثة أن النساء الشيعية والإسماعيلية في المناطق الريفية والحضرية على حد سواء فيهم معدلات عالية من استخدام وسائل منع الحمل ومعدلات خصوبة منخفضة، بينما النساء السنيات بالأخص في المناطق الريفية فيهم معدلات أقل من استخدام وسائل منع الحمل ومعدلات خصوبة مرتفعة.
| الدين             | 1891         | 1891   | 1901         | 1901   | 1911         | 1911   | 1921         | 1921   | 1931         | 1931   | 1941         | 1941   |
| الدين             | تعداد السكان | %      | تعداد السكان | %      | تعداد السكان | %      | تعداد السكان | %      | تعداد السكان | %      | تعداد السكان | %      |
| ----------------- | ------------ | ------ | ------------ | ------ | ------------ | ------ | ------------ | ------ | ------------ | ------ | ------------ | ------ |
| الإسلام           | 110,161      | 86.68% | 58,779       | 96.54% | 77,189       | 98.45% | 88,643       | 98.82% | 94,940       | 98.44% | 115,601      | 99.62% |
| الديانات القبلية ‏ | 16,615       | 13.07% | —            | —      | —            | —      | —            | —      | 0            | 0%     | 2            | 0%     |
| البوذية           | 239          | 0.19%  | 0            | 0%     | 0            | 0%     | 0            | 0%     | 0            | 0%     | 0            | 0%     |
| الهندوسية         | 77           | 0.06%  | 2,001        | 3.29%  | 1,112        | 1.42%  | 948          | 1.06%  | 1,361        | 1.41%  | 295          | 0.25%  |
| المسيحية          | 2            | 0%     | 28           | 0.05%  | 22           | 0.03%  | 16           | 0.02%  | 49           | 0.05%  | 28           | 0.02%  |
| السيخية           | 0            | 0%     | 74           | 0.12%  | 81           | 0.1%   | 90           | 0.1%   | 93           | 0.1%   | 121          | 0.1%   |
| الجاينية          | 0            | 0%     | 1            | 0%     | 0            | 0%     | 0            | 0%     | 3            | 0%     | 0            | 0%     |
| الزرادشتية        | 0            | 0%     | 0            | 0%     | 0            | 0%     | 0            | 0%     | 0            | 0%     | 0            | 0%     |
| اليهودية          | —            | —      | —            | —      | —            | —      | —            | —      | —            | —      | 0            | 0%     |
| أخرى              | 0            | 0%     | 2            | 0%     | 0            | 0%     | 0            | 0%     | 0            | 0%     | 0            | 0%     |
| المجموع           | 127,094      | 100%   | 60,885       | 100%   | 78,404       | 100%   | 89,697       | 100%   | 96,446       | 100%   | 116,047      | 100%   |

## الثقافة

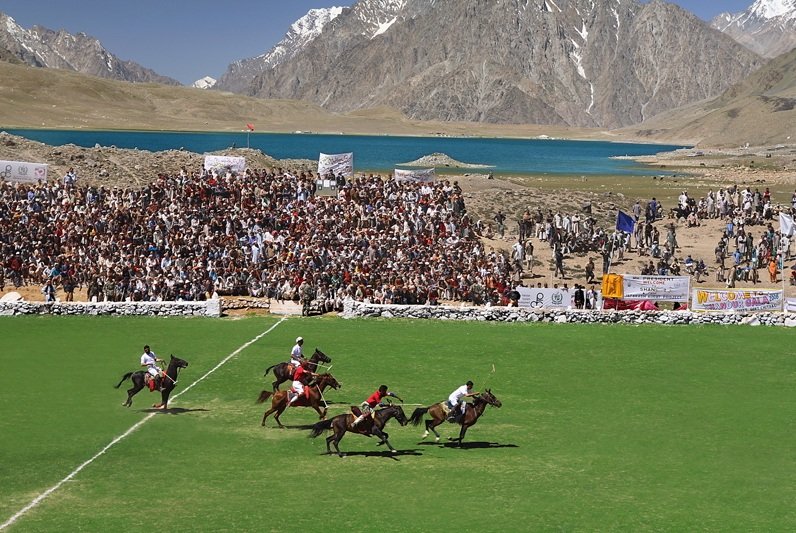
مبارة بولو بالقرب من بحيرة شندور، شندور، منطقة جوبيس ياسين.

غلغت بلتستان هي موطن لثقافات ومجموعات عرقية ولغوية متنوعة وهي منطقة غنية بالتقاليد والاحتفالات الثقافية. من بين أبرز الأحداث الثقافية التي تُنظم هناك مهرجان شندور للبولو ومهرجان بابوسار للبولو ومهرجان جشب بهاران أو مهرجان وقت الحصاد (نافروز).
رياضة البولو هي لأكثر شعبية في غلغت بلتستان وتلعب في معظم مناطقها، ويوجد ملعب البولو في وادٍ كبير تقريبًا. تجذب مباريات البولو في هذه الملاعب العديد من السكان المحليين والزوار الأجانب في موسم الصيف. تُقام إحدى بطولات البولو الكبرى في شندور سنويًا، ويتنافس فيها فرق بولو غلغت مع فرق من شيترال. يقول بعض المؤرخين المحليين مثل حسن حسرت من سكردو وبعض الكتاب الوطنيين مثل أحمد حسن داني أن البولو نشأت من غلغت بلتستان. يعتمدون في قولهم هذا على الملحمة المحلية للملك جيسار البلتية أن اللعبة بدأت عندما قتل الملك جيسار ابنه وضرب رأسه بعصا، ومن هنا بدأت اللعبة. كما يعتبرون أن القواعد البسيطة للعبة البولو المحلية دليل بدائيتها. وأن الكلمة الإنجليزية "Polo" مشتقة من كلمة باللغة البلتية تعني "الكرة".

## فهرست المراجع
1. 1 2  استخدم مصطلح "الخاضعة للإدارة" للإشارة إلى المناطق المختلفة في كشمير، لتحقيق الحياد.

(a) Kashmir, region Indian subcontinent، Encyclopaedia Britannica، مؤرشف من الأصل في 2019-08-13، اطلع عليه بتاريخ 2019-08-15 (subscription required) Quote: "Kashmir, region of the northwestern Indian subcontinent ... has been the subject of dispute between India and Pakistan since the partition of the Indian subcontinent in 1947. The northern and western portions are administered by Pakistan and comprise three areas: Azad Kashmir, Gilgit, and Baltistan, the last two being part of a territory called the Northern Areas. Administered by India are the southern and southeastern portions, which constitute the state of Jammu and Kashmir but are slated to be split into two union territories.";

(b) Pletcher، Kenneth، Aksai Chin, Plateau Region, Asia، Encyclopaedia Britannica، مؤرشف من الأصل في 2019-04-02، اطلع عليه بتاريخ 2019-08-16 (subscription required) Quote: "Aksai Chin, Chinese (Pinyin) Aksayqin, portion of the Kashmir region, at the northernmost extent of the Indian subcontinent in south-central Asia. It constitutes nearly all the territory of the Chinese-administered sector of Kashmir that is claimed by India to be part of the Ladakh area of Jammu and Kashmir state.";

(c) "Kashmir"، Encyclopedia Americana، Scholastic Library Publishing، 2006، ص. 328، ISBN:978-0-7172-0139-6، مؤرشف من الأصل في 2023-01-17، اطلع عليه بتاريخ 2019-11-06 C. E Bosworth, University of Manchester Quote: "KASHMIR, kash'mer, the northernmost region of the Indian subcontinent, administered partlv by India, partly by Pakistan, and partly by China. The region has been the subject of a bitter dispute between India and Pakistan since they became independent in 1947";

(d) Osmańczyk، Edmund Jan (2003)، Encyclopedia of the United Nations and International Agreements: G to M، Taylor & Francis، ص. 1191–، ISBN:978-0-415-93922-5، مؤرشف من الأصل في 2023-01-17، اطلع عليه بتاريخ 2023-06-12 Quote: "Jammu and Kashmir: Territory in northwestern India, subject to a dispute between India and Pakistan. It has borders with Pakistan and China."

(e) Talbot، Ian (2016)، A History of Modern South Asia: Politics, States, Diasporas، Yale University Press، ص. 28–29، ISBN:978-0-300-19694-8، مؤرشف من الأصل في 2024-04-08 Quote: "We move from a disputed international border to a dotted line on the map that represents a military border not recognized in international law. The line of control separates the Indian and Pakistani administered areas of the former Princely State of Jammu and Kashmir.";

(f) Skutsch، Carl (2015) [2007]، "China: Border War with India, 1962"، في Ciment، James (المحرر)، Encyclopedia of Conflicts Since World War II (ط. 2nd)، London and New York: Routledge، ص. 573، ISBN:978-0-7656-8005-1، The situation between the two nations was complicated by the 1957–1959 uprising by Tibetans against Chinese rule.  Refugees poured across the Indian border, and the Indian public was outraged.  Any compromise with China on the border issue became impossible.  Similarly, China was offended that India had given political asylum to the Dalai Lama when he fled across the border in March 1959.  In late 1959, there were shots fired between border patrols operating along both the ill-defined McMahon Line and in the Aksai Chin.

(g) Clary، Christopher (2022)، The Difficult Politics of Peace: Rivalry in Modern South Asia، Oxford and New York: Oxford University Press، ص. 109، ISBN:9780197638408، Territorial Dispute: The situation along the Sino-Indian frontier continued to worsen.  In late July (1959), an Indian reconnaissance patrol was blocked, "apprehended," and eventually expelled after three weeks in custody at the hands of a larger Chinese force near Khurnak Fort in Aksai Chin.  ... Circumstances worsened further in October 1959, when a major class at Kongka Pass in eastern Ladakh led to nine dead and ten captured Indian border personnel, making it by far the most serious Sino-Indian class since India's independence.

(h) Bose، Sumantra (2009)، Kashmir: Roots of Conflict, Paths to Peace، Harvard University Press، ص. 294, 291, 293، ISBN:978-0-674-02855-5، مؤرشف من الأصل في 2024-04-08 Quote: "J&K: Jammu and Kashmir. The former princely state that is the subject of the Kashmir dispute. Besides IJK (Indian-controlled Jammu and Kashmir. The larger and more populous part of the former princely state. It has a population of slightly over 10 million, and comprises three regions: Kashmir Valley, Jammu, and Ladakh.) and AJK ('Azad" (Free) Jammu and Kashmir. The more populous part of Pakistani-controlled J&K, with a population of approximately 2.5 million.), it includes the sparsely populated "Northern Areas" of Gilgit and Baltistan, remote mountainous regions which are directly administered, unlike AJK, by the Pakistani central authorities, and some high-altitude uninhabitable tracts under Chinese control."

(i) Fisher، Michael H. (2018)، An Environmental History of India: From Earliest Times to the Twenty-First Century، Cambridge University Press، ص. 166، ISBN:978-1-107-11162-2، مؤرشف من الأصل في 2024-04-08 Quote: "Kashmir's identity remains hotly disputed with a UN-supervised "Line of Control" still separating Pakistani-held Azad ("Free") Kashmir from Indian-held Kashmir.";

(j) Snedden، Christopher (2015)، Understanding Kashmir and Kashmiris، Oxford University Press، ص. 10، ISBN:978-1-84904-621-3، مؤرشف من الأصل في 2024-04-08 Quote:"Some politicised terms also are used to describe parts of J&K. These terms include the words 'occupied' and 'held'."
2. ↑  "Skardu". Skardu. مؤرشف من الأصل في 2016-05-14. اطلع عليه بتاريخ 2015-07-16.
3. ↑  Sökefeld، Martin (2015)، "At the margins of Pakistan: Political relationships between Gilgit-Baltistan and Azad Jammu and Kashmir"، في Ravi Kalia (المحرر)، Pakistan's Political Labyrinths: Military, Society and Terror، Routledge، ص. 177، ISBN:978-1-317-40544-3: "While AJK formally possesses most of the government institutions of a state, GB now formally has the institutions of a Pakistani province. However, AJK remains a quasi-state and GB a quasi-province because neither territory enjoys the full rights and powers connected with the respective political formations. In both areas, Pakistan retains ultimate control."
4. ↑  Nagri، Jamil (26 أكتوبر 2023). "Gilgit-Baltistan gets new chief secretary". Dawn. مؤرشف من الأصل في 2024-11-26. اطلع عليه بتاريخ 2024-02-24.
5. ↑  "Supreme Appellate Court GB". sacgb.gov.pk. مؤرشف من الأصل في 2020-09-27. اطلع عليه بتاريخ 2020-11-03.
6. ↑  "UNPO: Gilgit Baltistan: Impact Of Climate Change On Biodiversity". unpo.org. 2 نوفمبر 2009. مؤرشف من الأصل في 2016-08-12. اطلع عليه بتاريخ 2016-06-20.
7. 1 2  "Gilgit-Baltistan". City Population. مؤرشف من الأصل في 2022-09-20. اطلع عليه بتاريخ 2022-05-12.
8. ↑  GeoNames (بالإنجليزية), 2005, QID:Q830106
9. ↑  "Sub-national HDI - Area Database - Global Data Lab". hdi.globaldatalab.org (بالإنجليزية). Archived from the original on 2018-09-23. Retrieved 2020-03-15.
10. ↑  Legislative Assembly will have directly elected 24 members, besides six women and three technocrats. "Gilgit Baltistan: New Pakistani Package or Governor Rule نسخة محفوظة 25 December 2014 على موقع واي باك مشين." 3 September 2009, The Unrepresented Nations and Peoples Organization (UNPO)
11. 1 2  "GB notifies four more districts, total number of districts now 14"، Pakistan Today، 17 يونيو 2019، مؤرشف من الأصل في 2020-06-15، اطلع عليه بتاريخ 2020-03-16
12. ↑  "Gilgit-Baltistan at a Glance, 2020" (PDF). PND GB. مؤرشف (PDF) من الأصل في 2021-08-03.
13. ↑  "گلگت بلتستان اسمبلی کادوسرا اجلاس". Gilgit-Baltistan Assembly (بالأوردية). 19 ديسمبر 2020. مؤرشف من الأصل في 2021-01-30. اطلع عليه بتاريخ 2021-02-16.
14. ↑  Hinman، Bonnie (15 سبتمبر 2011)، We Visit Pakistan، Mitchell Lane Publishers, Inc.، ص. 41، ISBN:978-1-61228-103-2، مؤرشف من الأصل في 2023-07-21، اطلع عليه بتاريخ 2016-06-20
15. ↑  Dragons and Tigers: A Geography of South, East, and Southeast Asia. Weightman. John Wiley & Sons. 2 ديسمبر 2005. ص. 193. {{استشهاد بكتاب}}: تحقق من التاريخ في: |سنة= لا يطابق |تاريخ= (مساعدة)، الوسيط |الأول= يفتقد |الأخير= (مساعدة)، الوسيط غير المعروف |ر د م ك= تم تجاهله (مساعدة)، والوسيط غير المعروف |نسخة= تم تجاهله (مساعدة)صيانة الاستشهاد: آخرون (link)
16. 1 2 3  Snedden 2013، صفحات 2–3.
17. ↑  
Chandra، Bipan؛ Mukherjee، Aditya؛ Mukherje، Mridula (2008). India since Independence. Penguin Books India. ص. 416. ISBN:978-0143104094.
18. ↑  
Bose، Sumantra (2009). Contested lands: Israel-Palestine, Kashmir, Bosnia, Cyprus and Sri Lanka. Harvard University Press. ص. 193. ISBN:978-0674028562.
19. ↑  Behera 2007، صفحة 66.
20. ↑  Dutta، Prabhash K. (25 مارس 2017). "Gilgit-Baltistan: Story of how region 6 times the size of PoK passed on to Pakistan". India Today. مؤرشف من الأصل في 2018-01-03. اطلع عليه بتاريخ 2018-12-10.
21. ↑  Shahid Javed Burki 2015.
22. ↑  In Pakistan-controlled Kashmir, residents see experiment with autonomy as 'illusion' نسخة محفوظة 20 September 2017 على موقع واي باك مشين., Christian Science Monitor, 28 November 2011
23. ↑  Sering، Senge H. (2010)، "Constitutional Impasse in Gilgit-Baltistan (Jammu and Kashmir): The Fallout"، Strategic Analysis، ج. 34، ص. 354–358، DOI:10.1080/09700161003658998، ISSN:0970-0161، S2CID:154847994، Instead of the chief minister, the order rests all administrative, political and judicial authority with the governor, which makes him the supreme authority and portrays the assembly as a toothless tiger. At best, the order legitimises Pakistan's occupation and claims political rights for the locals without changing the power equation.
24. 1 2 3  Shigri، Manzar (12 نوفمبر 2009). "Pakistan's disputed Northern Areas go to polls". Reuters. مؤرشف من الأصل في 2021-06-28. اطلع عليه بتاريخ 2016-12-27. Many of the 1.5 million people of Gilgit-Baltistan oppose integration into Kashmir and want their area to be merged into Pakistan and declared a separate province.
25. 1 2 3  Singh، Pallavi (29 أبريل 2010). "Gilgit-Baltistan: A question of autonomy". The Indian Express. مؤرشف من الأصل في 2017-03-20. اطلع عليه بتاريخ 2016-12-27. But it falls short of the main demand of the people of Gilgit- Baltistan for a constitutional status to the region as a fifth province and for Pakistani citizenship to its people.
26. 1 2 3 4  Schofield، Victoria (2000). Kashmir in Conflict: India, Pakistan, and the Unending War. I.B. Tauris. ص. 180–181. ISBN:9781860648984. مؤرشف من الأصل في 2023-10-10.
27. ↑  "Fifth province". Fifth province | The Express Tribune. The Express Tribune. 2 نوفمبر 2020. مؤرشف من الأصل في 2020-11-09. اطلع عليه بتاريخ 2020-11-14.
28. ↑  "Pakistani PM says he will upgrade status of part of Kashmir, angering India". Pakistani PM says he will upgrade status of part of Kashmir, angering India | Reuters. Reuters. 1 نوفمبر 2020. مؤرشف من الأصل في 2020-11-02. اطلع عليه بتاريخ 2020-11-14.
29. ↑  "Gilgit-Baltistan to get provisional provincial status post-election: PM Imran". Gilgit-Baltistan to get provisional provincial status post-election: PM Imran. The News International. 2 نوفمبر 2020. مؤرشف من الأصل في 2020-11-14. اطلع عليه بتاريخ 2020-11-14.
30. 1 2  Geography & Demography of Gilgit Baltistan نسخة محفوظة 5 November 2020 على موقع واي باك مشين., Gilgit Baltistan Scouts, retrieved 30 March 2020.
31. 1 2  Under Pakistan Rule, Gilgit-Baltistan Most Neglected, Backward Area in South Asia, Says New Book نسخة محفوظة 30 September 2020 على موقع واي باك مشين., News18, 18 August 2019.
32. ↑  Shahid Javed Burki (2015))
33. ↑  Paracha, Nadeem F. (22 Dec 2016). "Here is why Pakistan is more diverse than you thought". DAWN.COM (بالإنجليزية). Archived from the original on 2023-01-31. Retrieved 2023-01-31.
34. ↑  "Episode 1: A Window to Gilgit-Baltistan". 4 يوليو 1997. مؤرشف من الأصل في 2015-09-29. اطلع عليه بتاريخ 2015-09-21.
35. ↑  By Ian Hibbert (17 نوفمبر 2015). Alpamayo to Everest: It's Not About the Summit. Lulu Publishing Services. ISBN:9781483440736. مؤرشف من الأصل في 2022-04-08.[وصلة مكسورة]
36. ↑  Petech، Luciano (1977). The Kingdom of Ladakh c. 950–1842 A.D. Istituto Italiano per il media ed Estremo Oriente.
37. ↑  By Rafi U. Samad (2011). The Grandeur of Gandhara: The Ancient Buddhist Civilization of the Swat ... Algora. ISBN:9780875868592. مؤرشف من الأصل في 2023-05-09.
38. ↑  Sen، Tansen (2015). Buddhism, Diplomacy, and Trade: The Realignment of India–China Relations, 600–1400. Rowman & Littlefield. ISBN:9781442254732. مؤرشف من الأصل في 2023-10-10. اطلع عليه بتاريخ 2017-02-19.
39. ↑  Schmidt، Ruth Laila؛ Kohistani، Razwal (2008). A Grammar of the Shina Language of Indus Kohistan. Otto Harrassowitz Verlag. ISBN:978-3447056762. مؤرشف من الأصل في 2022-12-24. اطلع عليه بتاريخ 2018-01-23.
40. ↑  Twist، Rebecca L. (2007). Patronage, Devotion and Politics: A Buddhological Study of the Patola Sahi Dynasty's Visual Record. Ohio State University. ISBN:9783639151718. مؤرشف من الأصل في 2023-05-13. اطلع عليه بتاريخ 2017-02-19.
41. ↑  Stein، Mark Aurel (1907). Ancient Khotan: Detailed Report of Archaeological Explorations in Chinese Turkestan. Oxford, UK: دار نشر جامعة أكسفورد. ج. 1. ص. 4–18. مؤرشف من الأصل في 2023-04-16.
42. 1 2  Bradnock، Robert W. (1994). South Asian Handbook. Trade & Travel Publications. ص. 1168.
43. 1 2  Neelis، Jason (2011). Early Buddhist Transmission and Trade Networks. دار بريل للنشر. ص. 177. ISBN:9789004181595. مؤرشف من الأصل في 2018-02-22. اطلع عليه بتاريخ 2018-02-21.
44. ↑  Stein، Aurel (2011). "Archæological Notes form the Hindukush Region". Journal of the Royal Asiatic Society of Great Britain & Ireland. ج. 76 ع. 1–2: 5–24. DOI:10.1017/S0035869X00098713. ISSN:0035-869X. S2CID:163127705. Sri-Nava-Surendraditya-Nandideva
45. ↑  "Baltistan". Tibetan Encyclopedia. مؤرشف من الأصل في 2015-06-10. اطلع عليه بتاريخ 2015-06-10.
46. ↑  董誥. "卷0039#冊勃律國王文" . 全唐文  [Complete collection of Tang prose] (بالصينية). Vol. 0039 – via ويكي مصدر.
47. 1 2  "卷221下" . 新唐書  [New Book of Tang] (بالصينية). Vol. 221 – via ويكي مصدر.
48. ↑  Francke، August Hermann (1992). Antiquities of Indian Tibet, Part 1. Asian Educational Services. ISBN:9788120607699. مؤرشف من الأصل في 2023-05-09.
49. ↑  Grousset، René (1952). The Rise and Splendour of the Chinese Empire. ص. 160. مؤرشف من الأصل في 2023-10-10.
50. ↑  By Angela Falco Howard (2006). Chinese Sculpture. Yale University Press. ص. 313. ISBN:978-0300100655. مؤرشف من الأصل في 2023-04-16.
51. ↑  Mock، John (أكتوبر 2013). "A Tibetan Toponym from Afghanistan" (PDF). Revue d'Études Tibétaines ع. 27: 5–9. ISSN:1768-2959. مؤرشف (PDF) من الأصل في 2017-08-08. اطلع عليه بتاريخ 2018-01-22.
52. ↑  By Henry Osmaston, Philip Denwood (1995). Recent Research on Ladakh 4 & 5: Proceedings of the Fourth and Fifth ... Motilal Banarsidass Publ. ISBN:9788120814042. مؤرشف من الأصل في 2024-04-08.
53. ↑  P. Stobdan (أبريل 2008). The last colony: Muzaffarabad-Gilgit-Baltistan. India Research Press with Centre for Strategic and Regional Studies, University of Jammu. ISBN:9788183860673. مؤرشف من الأصل في 2023-04-22.
54. ↑  International Council on Archives, National Archives of Pakistan (1990). Guide to the Sources of Asian History: National archives, Provincial archives, District archives. National Archives of Pakistan. ISBN:9789698156022. مؤرشف من الأصل في 2023-10-10.
55. ↑  Philippe Fabry, Yousuf Shahid (1995). Wandering with the Indus. Ferozsons. ISBN:9789690102249. مؤرشف من الأصل في 2023-10-10.
56. ↑  By S.R. Bakshi (1997). Kashmir: History and People. Sarup & Sons. ص. 158. ISBN:9788185431963.
57. ↑  By Sanjeev Kumar Bhasi (2006). Amazing Land Ladakh: Places, People, and Culture. Indus. ISBN:9788173871863. مؤرشف من الأصل في 2023-10-10.
58. ↑  By Shridhar Kaul, H. N. Kaul (1992). Ladakh Through the Ages, Towards a New Identity. Indus. ISBN:9788185182759. مؤرشف من الأصل في 2023-10-10.
59. ↑  Bubandt، Nils Ole؛ Beek، Martijn Van (12 مارس 2012). Varieties of Secularism in Asia: Anthropological Explorations of Religion, Politics and the Spiritual. Routledge. ISBN:9781136668647. مؤرشف من الأصل في 2023-10-10 – عبر Google Books.
60. ↑  By Peter Berger, Frank Heidemann (3 يونيو 2013). The Modern Anthropology of India: Ethnography, Themes and Theory. Routledge. ISBN:978-1134061112. مؤرشف من الأصل في 2023-10-10.
61. ↑  Bangash 2010، صفحات 125–126.
62. ↑  "Quick guide: Kashmir dispute". BBC News. 29 يونيو 2006. مؤرشف من الأصل في 2008-10-13. اطلع عليه بتاريخ 2009-06-14.
63. ↑  "Who changed the face of '47 war?". تايمز أوف إينديا. 14 أغسطس 2005. مؤرشف من الأصل في 2014-06-01. اطلع عليه بتاريخ 2005-08-14.
64. ↑  Bangash 2010، صفحة 128: [Ghansara Singh] wrote to the prime minister of Kashmir: 'in case the State accedes to the Indian Union, the Gilgit province will go to Pakistan', but no action was taken on it, and in fact Srinagar never replied to any of his messages.
65. ↑  Snedden 2013، صفحة 14, "Similarly, Muslims in Western Jammu Province, particularly in Poonch, many of whom had martial capabilities, and Muslims in the Frontier Districts Province strongly wanted Jammu and Kashmir to join Pakistan."
66. ↑  Schofield 2003، صفحات 63–64.
67. ↑  Bangash 2010.
68. ↑  Schofield، Victoria (2000). Kashmir in Conflict: India, Pakistan and the Unending War. I.B.Tauris. ص. 63–64. ISBN:978-1-86064-898-4. مؤرشف من الأصل في 2023-10-10.
69. ↑  Bangash 2010، صفحة 132.
70. ↑  Bangash 2010، صفحة 137.
71. ↑  Bangash، Yaqoob Khan (9 يناير 2016). "Gilgit-Baltistan—part of Pakistan by choice". The Express Tribune. مؤرشف من الأصل في 2016-11-01. اطلع عليه بتاريخ 2017-01-05. Nearly 70 years ago, the people of the Gilgit Wazarat revolted and joined Pakistan of their own free will, as did those belonging to the territories of Chilas, Koh Ghizr, Ishkoman, Yasin and Punial; the princely states of Hunza and Nagar also acceded to Pakistan. Hence, the time has come to acknowledge and respect their choice of being full-fledged citizens of Pakistan.
72. ↑  Zutshi، Chitralekha (2004). Languages of Belonging: Islam, Regional Identity, and the Making of Kashmir. C. Hurst & Co. Publishers. ص. 309–. ISBN:978-1-85065-700-2. مؤرشف من الأصل في 2023-08-21.
73. 1 2 3  Mahmud 2008، صفحة 24.
74. ↑  Sokefeld، Martin (نوفمبر 2005)، "From Colonialism to Postcolonial Colonialism: Changing Modes of Domination in the Northern Areas of Pakistan" (PDF)، The Journal of Asian Studies، ج. 64، ص. 939–973، DOI:10.1017/S0021911805002287، S2CID:161647755، مؤرشف (PDF) من الأصل في 2020-02-15، اطلع عليه بتاريخ 2019-12-14
75. ↑  Schofield 2003، صفحة 66.
76. ↑  Bajwa، Farooq (2013)، From Kutch to Tashkent: The Indo-Pakistan War of 1965، Hurst Publishers، ص. 22–24، ISBN:978-1-84904-230-7، مؤرشف من الأصل في 2023-02-21
77. ↑  Bose، Tapan K. (2004). Raṇabīra Samāddāra (المحرر). Peace Studies: An Introduction To the Concept, Scope, and Themes. Sage. ص. 324. ISBN:978-0-7619-9660-6. مؤرشف من الأصل في 2023-05-21.
78. ↑  Varshney، Ashutosh (1992)، "Three Compromised Nationalisms: Why Kashmir has been a Problem"، في Raju G. C. Thomas (المحرر)، Perspectives on Kashmir: the roots of conflict in South Asia، Westview Press، ص. 212، ISBN:978-0-8133-8343-9، مؤرشف من الأصل (PDF) في 2023-11-07
79. ↑  Warikoo، Kulbhushan (2008). Himalayan Frontiers of India: Historical, Geo-Political and Strategic Perspectives (ط. 1st). Routledge. ص. 78. ISBN:978-0-415-46839-8.
80. ↑  Snedden 2013، صفحة 91.
81. ↑  Sahni 2009، صفحة 73.
82. ↑  Discord in Pakistan's Northern Areas 2007، صفحة 5.
83. ↑  Bansal 2007، صفحة 60.
84. 1 2  "From the fringes: Gilgit-Baltistanis silently observe elections". Dawn. 1 مايو 2013. مؤرشف من الأصل في 2016-08-13. اطلع عليه بتاريخ 2016-07-13.
85. ↑  Priyanka Singh 2013، صفحة 16.
86. ↑  Raman 2009، صفحة 87.
87. ↑  Behera 2007، صفحة 180.
88. 1 2  Mahmud 2008، صفحة 25.
89. ↑  Chellaney، Brahma (2011). Water: Asia's New Battleground. Georgetown University Press. ص. 249. ISBN:978-1-58901-771-9.
90. ↑  "China's Interests in Shaksgam Valley". Sharnoff's Global Views. 10 أكتوبر 2013. مؤرشف من الأصل في 2016-07-25. اطلع عليه بتاريخ 2014-02-09.
91. ↑  Discord in Pakistan's Northern Areas 2007، صفحات 8–9.
92. ↑  Mahmud 2008، صفحات 28–29.
93. ↑  "GB's aspirations". Dawn. 16 يونيو 2015. مؤرشف من الأصل في 2021-06-12.
94. ↑  Mahmud 2008، صفحة 25-26.
95. ↑  Levy & Scott-Clark, Deception (2010)، Chapter 13: "Undaunted, Musharraf had in 1988 been called on by General Beg to put down a Shia riot in Gilgit, in the north of Pakistan. Rather than get the Pakistan army bloodied, he inducted a tribal band of Pashtun and Sunni irregulars, many from the SSP which had recently put out a contract on Bhutto, led by the mercenary Osama bin Laden (who had been hired by Hamid Gul to do the same four years earlier)."
96. ↑  Mahmud 2008، صفحة 27.
97. ↑  Mahmud 2008، صفحات 26–27.
98. ↑  Mahmud 2008، صفحة 32.
99. ↑  Mahmud، Ershad (24 يناير 2016). "Gilgit-Baltistan: A province or not". The News on Sunday. مؤرشف من الأصل في 2016-05-31. اطلع عليه بتاريخ 2016-07-08.
100. ↑  "UNPO: Gilgit Baltistan". unpo.org. 11 سبتمبر 2017. مؤرشف من الأصل في 2019-10-23. اطلع عليه بتاريخ 2019-01-24.
101. ↑  Bouzas، Antia Mato (2012). "Mixed Legacies in Contested Borderlands: Skardu and the Kashmir Dispute". Geopolitics. ج. 17 ع. 4: 867–886. DOI:10.1080/14650045.2012.660577. S2CID:73717097.
102. ↑  Naqash، Tariq (9 يوليو 2015). "AJK opposes giving provincial status to GB". Dawn. مؤرشف من الأصل في 2017-02-13. اطلع عليه بتاريخ 2016-12-27. MUZAFFARABAD: Azad Jammu and Kashmir (AJK) Prime Minister Chaudhry Abdul Majeed warned the federal government on Wednesday against any attempt to convert Gilgit-Baltistan into a province of Pakistan.
103. ↑  "Pak desire to integrate Gilgit-Baltistan may help solve Kashmir Tangle; NDT submission". mail.pakistanchristianpost.com (بالإنجليزية). Archived from the original on 2022-02-11. Retrieved 2022-02-11.
104. ↑  "Pakistan to make Gilgit-Baltistan a full-fledged province: report". The Hindu. 17 سبتمبر 2020. مؤرشف من الأصل في 2020-10-03. اطلع عليه بتاريخ 2020-10-01.
105. 1 2  Mukhopadhyaya، Ankita (13 نوفمبر 2020). "Pakistan's Gilgit-Baltistan 'province': Will it make the Kashmir dispute irrelevant?". Deutsche Welle. مؤرشف من الأصل في 2021-12-01. اطلع عليه بتاريخ 2021-12-05.
106. ↑  "K2". Britannica.com. مؤرشف من الأصل في 2015-05-03. اطلع عليه بتاريخ 2010-01-23.
107. ↑  "Climate of Gilgit-Baltistan (formerly Northern Areas)". WWF Pakistan. مؤرشف من الأصل في 2009-09-04. اطلع عليه بتاريخ 2009-06-11.
108. ↑  "Weather of Gilgit, Skardu, Chitral, Chilas, Islamabad | Gilgit Baltistan - promoting culture and tourism". Gilgit Baltistan. مؤرشف من الأصل في 2018-08-14. اطلع عليه بتاريخ 2018-08-14.
109. ↑  "Dividing governance: Three new districts notified in G-B". The Express Tribune. 5 فبراير 2017. مؤرشف من الأصل في 2017-10-16. اطلع عليه بتاريخ 2017-02-05.
110. ↑  "Those Troubled Peaks". 11 مايو 2015. مؤرشف من الأصل في 2019-08-05. اطلع عليه بتاريخ 2019-04-28.
111. ↑  Mehdi، Tahir (16 يونيو 2015). "GB's aspirations". Dawn. مؤرشف من الأصل في 2019-08-05. اطلع عليه بتاريخ 2015-06-16.
112. ↑  "Gilgit-Baltistan: A question of autonomy". Indian Express. 21 سبتمبر 2009. مؤرشف من الأصل في 2021-02-24. اطلع عليه بتاريخ 2013-02-23.
113. ↑  Shigri، Manzar (12 نوفمبر 2009). "Pakistan's disputed Northern Areas go to polls". Reuters.com. مؤرشف من الأصل في 2021-06-28. اطلع عليه بتاريخ 2013-02-23.
114. ↑  "Pakistani president signs Gilgit-Baltistan autonomy order _English_Xinhua". News.xinhuanet.com. 7 سبتمبر 2009. مؤرشف من الأصل في 2011-06-09. اطلع عليه بتاريخ 2010-06-05.
115. ↑  "Gilgit Baltistan Geography, History, Politics and Languages". 19 نوفمبر 2016. مؤرشف من الأصل في 2019-04-02. اطلع عليه بتاريخ 2019-04-28.
116. ↑  Abbas, Ghulam (21 Feb 2022). "Govt accelerates move to grant GB provincial status". Profit by Pakistan Today (بالإنجليزية الأمريكية). Archived from the original on 2023-05-23. Retrieved 2023-05-23.
117. ↑  "Plan finalised to give G-B provisional status of province". Brecorder (بالإنجليزية). 16 Mar 2022. Archived from the original on 2023-05-23. Retrieved 2023-05-23.
118. ↑  "Gilgit-Baltistan part of Jammu and Kashmir: India". تايمز أوف إينديا. 10 مارس 2006. مؤرشف من الأصل في 2013-10-04.
119. ↑  "Gilgit-Baltistan divided into three divisions". The Express Tribune. 1 فبراير 2012. مؤرشف من الأصل في 2016-08-07. اطلع عليه بتاريخ 2016-06-20.
120. 1 2  "Gilgit-Baltistan: Districts & Places – Population Statistics in Maps and Charts". City Population. مؤرشف من الأصل في 2016-04-06. اطلع عليه بتاريخ 2016-06-20.
121. ↑  Shafqat Hussain 2015.
122. ↑  "Pak population increased by 46.9% between 1998 and 2011". The Times of India. PTI. 29 مارس 2012. مؤرشف من الأصل في 2019-05-01. اطلع عليه بتاريخ 2016-01-27.
123. ↑  "Statistical Booklet on Gilgit-Baltistan" (PDF). Government of Gilgit-Baltistan, 2014. مؤرشف من الأصل (PDF) في 2014-12-13. اطلع عليه بتاريخ 2014-12-11.
124. ↑  "Baltistan (region, Northern Areas, Kashmir, Pakistan)". Britannica Online Encyclopedia. مؤرشف من الأصل في 2010-07-04. اطلع عليه بتاريخ 2010-06-05.
125. ↑  "Gilgit (Kashmir region, Indian subcontinent)". Britannica Online Encyclopedia. مؤرشف من الأصل في 2010-03-06. اطلع عليه بتاريخ 2010-06-05.
126. 1 2  Khyber Pakhtunkhwa، Bureau of Statistics (أغسطس 2021). "GDP OF KHYBER PUKHTUNKHWA'S DISTRICTS MEASURING ECONOMIC ACTIVITY USING NIGHTLIGHTS" (PDF). KPK Government. مؤرشف (PDF) من الأصل في 2023-11-21. اطلع عليه بتاريخ 2023-10-03.
127. ↑  "Gilgit-Baltistan autonomy". Dawn. 9 سبتمبر 2009. مؤرشف من الأصل في 2013-11-08. اطلع عليه بتاريخ 2013-02-23.
128. ↑  Yusra, Khan. "The Economic Benefits of CPEC for Gilgit Baltistan" (بالإنجليزية). Centre For Peace, Security and Developmental Studies. Archived from the original on 2022-11-28. Retrieved 2023-05-23.
129. ↑  "Welcome to PAKISTANALPINE.COM". pakistanalpine.com. مؤرشف من الأصل في 2015-09-24. اطلع عليه بتاريخ 2016-06-20.
130. ↑  Skardu، pk. "Top 10 Most beautiful plces to visit in Pakistan". Skardu.pk. مؤرشف من الأصل في 2017-04-16. اطلع عليه بتاريخ 2017-02-18.
131. ↑  "5 Most Beautiful Places To Visit in Gilgit Baltistan". Skardu.pk. www.skardu.pk. مؤرشف من الأصل في 2020-01-01. اطلع عليه بتاريخ 2020-03-07.
132. 1 2  "The Pride - Official Newsletter of SNGPL" (PDF). Sui Northern Gas Pipelines Limited. ج. 13 ع. 9: 9. نوفمبر 2020. مؤرشف (PDF) من الأصل في 2022-08-07. اطلع عليه بتاريخ 2022-08-07.
133. 1 2  "Census shows patterns the same across LoC". 21 سبتمبر 2017. مؤرشف من الأصل في 2021-12-12. اطلع عليه بتاريخ 2020-04-03.
134. ↑  "Population, poverty and environment" (PDF). Northern Areas Strategy for Sustainable Development. مؤرشف من الأصل (PDF) في 2004-11-22. اطلع عليه بتاريخ 2006-11-17.
135. ↑  ""Exploring the potential for fertility change: A ranking of districts based on socio-demographic conduciveness to family planning"" (PDF). صندوق الأمم المتحدة للسكان. مؤرشف (PDF) من الأصل في 2022-07-02. اطلع عليه بتاريخ 2022-06-23.
136. ↑  "Pakistan's Fragile Foundations". مجلس العلاقات الخارجية. 12 مارس 2009. مؤرشف من الأصل في 2010-02-01. اطلع عليه بتاريخ 2010-01-16.
137. ↑  "International Programs". مؤرشف من الأصل في 2017-01-07. اطلع عليه بتاريخ 2017-12-10.
138. ↑  "Khowar – South Asia Blog". 12 يونيو 2014. مؤرشف من الأصل في 2015-12-11. اطلع عليه بتاريخ 2015-10-24.
139. ↑  Katy، Gardner (1999). Leif O. Manger (المحرر). Muslim diversity: local Islam in global contexts. Routledge. ص. 64. ISBN:978-0-7007-1104-8.
140. ↑  "Election : Gilgit-Baltistan – 8 Languages, 10 Ethnic Groups, 6 Districts, 4 Religious sects – 24 National Assembly Seats ! – GILGIT BALTISTAN (GB)". 22 يناير 2010. مؤرشف من الأصل في 2014-10-25. اطلع عليه بتاريخ 2014-10-06.
141. ↑  Masica، Colin P. (1993)، The Indo-Aryan Languages، Cambridge University Press، ISBN:978-0-521-29944-2، مؤرشف من الأصل في 2023-08-13، ... he agreed with Grierson in seeing Rajasthani influence on Pahari and 'Dardic' influence on (or under) the whole Northwestern group + Pahari [...] Sindhi and including 'Lahnda', Dardic, Romany and West Pahari, there has been a tendency to transfer of 'r' from medial clusters to a position after the initial consonant ...
142. ↑  Munshi، S. (2008)، Keith Brown؛ Sarah Ogilvie (المحررون)، Concise encyclopedia of languages of the world، Elsevier، ISBN:978-0-08-087774-7، مؤرشف من الأصل في 2023-03-24، اطلع عليه بتاريخ 2010-05-11، Based on historical sub-grouping approximations and geographical distribution, Bashir (2003) provides six sub-groups of the Dardic languages ...
143. ↑  Malik، Amar Nath (1995)، The phonology and morphology of Panjabi، Munshiram Manoharlal Publishers، ISBN:978-81-215-0644-1، مؤرشف من الأصل في 2023-10-10، اطلع عليه بتاريخ 2010-05-26، ... drakhat 'tree' ...
144. ↑  electricpulp.com. "DARDESTĀN". مؤرشف من الأصل في 2021-02-25. اطلع عليه بتاريخ 2015-12-08.
145. 1 2  "Sectarian conflict in Gilgit-Baltistan" (PDF). pildat. مايو 2011. مؤرشف من الأصل (PDF) في 2013-09-27. اطلع عليه بتاريخ 2013-06-24.
146. ↑  Naumann & Fischer-Tahir 2013، صفحة 87.
147. ↑  Spencer C. Tucker & Priscilla Roberts 2008، صفحة 917.
148. ↑  Raman 2009، صفحة 79.
149. ↑  Milena Marchesi, Silvia De Zordo، المحرر (5 فبراير 2016). Reproduction and Biopolitics: Ethnographies of Governance, Rationality and Resistance. تايلور وفرانسيس. ISBN:9781317618041. مؤرشف من الأصل في 2023-10-10.
150. ↑  "Census of India, 1891. Volume XXVIII, The Kashmir state : the report on the census and imperial and supplementary tables". 1891. ص. 213. JSTOR:saoa.crl.25352828. مؤرشف من الأصل في 2023-08-20. اطلع عليه بتاريخ 2024-12-07.
151. ↑  "Census of India 1901. Vol. 23A, Kashmir. Pt. 2, Tables". 1901. ص. 20. JSTOR:saoa.crl.25366883. اطلع عليه بتاريخ 2024-11-03.
152. ↑  "Census of India 1911. Vol. 20, Kashmir. Pt. 2, Tables". 1911. ص. 17. JSTOR:saoa.crl.25394111. مؤرشف من الأصل في 2020-07-16. اطلع عليه بتاريخ 2024-11-03.
153. ↑  "Census of India 1921. Vol. 22, Kashmir. Pt. 2, Tables". 1921. ص. 15. JSTOR:saoa.crl.25430177. مؤرشف من الأصل في 2022-01-11. اطلع عليه بتاريخ 2024-11-03.
154. ↑  "Census of India 1931. Vol. 24, Jammu & Kashmir State. Pt. 2, Imperial & state tables". 1931. ص. 267. JSTOR:saoa.crl.25797120. اطلع عليه بتاريخ 2024-11-03.
155. ↑  "Census of India, 1941. Vol. 22, Jammu & Kashmir". 1941. ص. 337–352. JSTOR:saoa.crl.28215644. مؤرشف من الأصل في 2023-01-29. اطلع عليه بتاريخ 2024-11-03.
156. 1 2  "Culture and Heritage of Gilgit". visitgilgitbaltistan.gov.pk. Gov.Pk. مؤرشف من الأصل في 2015-02-24. اطلع عليه بتاريخ 2015-04-23.
157. ↑  Amanullah Khan (1999). Gilgit Baltistan, a disputed territory or a fossil of intrigues?. مؤرشف من الأصل في 2024-11-27.
158. ↑  F. M. Khan (2002). The story of Gilgit, Baltistan and Chitral: a short history of two millenniums AD 7-1999. مؤرشف من الأصل في 2023-10-10.
159. ↑  James H. Mills، المحرر (2005). Subaltern Sports: Politics and Sport in South Asia. Anthem. ص. 77. ISBN:9781843311683. مؤرشف من الأصل في 2023-10-10.
160. ↑  De Filippi، Filippo؛ Luigi Amedeo di Savoia (1912). Karakoram and Western Himalaya 1909. Dutton. polo was originated in baltistan.
161. ↑  Edward Delmar Morgan، المحرر (1893). Transactions of the Ninth International Congress of Orientalists ..., Volume 2. مؤرشف من الأصل في 2024-11-27.
162. ↑  Israr-ud-Din (2008). Proceedings of the Third International Hindu Kush Cultural Conference. Oxford University Press. ISBN:9780195798890. مؤرشف من الأصل في 2023-10-10.
163. ↑  Banat Gul Afridi (1988). Baltistan in History. مؤرشف من الأصل في 2023-05-31.

## ثبت المراجع
- "Discord in Pakistan's Northern Areas" (PDF). Asia Report. Brussels: International Crisis Group. 2 أبريل 2007. N°131. مؤرشف من الأصل (PDF) في 2016-05-20. اطلع عليه بتاريخ 2016-04-23.
- Bangash، Yaqoob Khan (2010)، "Three Forgotten Accessions: Gilgit, Hunza and Nagar"، The Journal of Imperial and Commonwealth History، ج. 38، ص. 117–143، DOI:10.1080/03086530903538269، S2CID:159652497
- Bansal، Alok (2007)، "In Pursuit of Forced Assimilation: Sectarian and Ethnic Marginalisation in Gilgit-Baltistan"، India Quarterly: A Journal of International Affairs، ج. 63، ص. 56–80، DOI:10.1177/097492840706300203، S2CID:153450836
- Burki، Shahid Javed (2015)، Historical Dictionary of Pakistan، Rowman & Littlefield، ص. 228، ISBN:978-1-4422-4148-0
- Behera، Navnita Chadha (2007)، Demystifying Kashmir، Pearson Education India، ISBN:978-81-317-0846-0، مؤرشف من الأصل في 2023-01-17، اطلع عليه بتاريخ 2016-11-01
- Bouzas، Antia Mato (12 يناير 2013)، "Securitization and Development as Modes of Peripheralization in North-Eastern Pakistan"، في Matthias Naumann؛ Andrea Fischer-Tahir (المحررون)، Peripheralization: The Making of Spatial Dependencies and Social Injustice، Springer Science & Business Media، ص. 77–98، ISBN:978-3-531-19018-1
- Hussain، Shafqat (2015)، Remoteness and Modernity: Transformation and Continuity in Northern Pakistan، Yale University Press، ص. 14، ISBN:978-0-300-20555-8، مؤرشف من الأصل في 2023-10-10
- Levy، Adrian؛ Scott-Clark، Catherine (2010)، Deception: Pakistan, the United States, and the Secret Trade in Nuclear Weapons، Bloomsbury Publishing، ISBN:978-0-8027-1860-0، مؤرشف من الأصل في 2023-07-24
- Mahmud، Ershad (2008)، "The Gilgit-Baltistan Reforms Package 2007: Background, Phases and Analysis"، Policy Perspectives، ج. 5، ص. 23–40، JSTOR:42909184
- Naumann، Matthias؛ Fischer-Tahir، Andrea (12 يناير 2013)، Peripheralization: The Making of Spatial Dependencies and Social Injustice، Springer Science & Business Media، ISBN:978-3-531-19018-1
- Raman، B. (2009)، "The Northern Areas of Jammu and Kashmir"، في K. Warikoo (المحرر)، Himalayan Frontiers of India: Historical, Geo-Political and Strategic Perspectives، Routledge، ص. 78–88، ISBN:978-1-134-03294-5
- Schofield، Victoria (2003) [First published in 2000]، Kashmir in Conflict، London and New York: I. B. Taurus & Co، ISBN:978-1-86064-898-4، مؤرشف من الأصل في 2023-03-07
- Sahni، Paul (2009)، "The Ceasefire Line and Line of Control in Jammu and Kashmir: Evolution of a border"، في K. Warikoo (المحرر)، Himalayan Frontiers of India: Historical, Geo-Political and Strategic Perspectives، Routledge، ص. 67–77، ISBN:978-1-134-03294-5
- Singh، Priyanka (2013)، Gilgit Baltistan: Between Hope and Despair، New Delhi: Institute for Defence Studies and Analyses، ISBN:978-93-82169-13-0، مؤرشف من الأصل في 2016-03-12، اطلع عليه بتاريخ 2016-04-23
- Snedden، Christopher (2013)، Kashmir: The Unwritten History، HarperCollins India، ISBN:978-93-5029-897-8 First published as Snedden، Christopher (2012)، The Untold Story of the People of Azad Kashmir، London: Hurst & Co.، ISBN:978-18-4904-150-8
- Tucker، Spencer C.؛ Roberts، Priscilla (12 مايو 2008)، The Encyclopedia of the Arab-Israeli Conflict: A Political, Social, and Military History [4 volumes]: A Political, Social, and Military History، ABC-CLIO، ISBN:978-1-85109-842-2
- Wang، S. (2004). "Of Rivers and Human Rights: the Northern Areas, Pakistan's Forgotten Colony in Jammu and Kashmir". International Journal on Minority and Group Rights. ج. 11: 187. DOI:10.1163/1571811041631272.
- Weightman، Barbara A. (2 ديسمبر 2005). Dragons and Tigers: A Geography of South, East, and Southeast Asia (ط. 2nd). John Wiley & Sons. ص. 193. ISBN:978-0-471-63084-5.
- Wreford، R.G. (1942)، Census of India, 1941, Volume XXII – Jammu and Kashmir, Parts I & II، The Ranbir Government Press
- Wreford، R.G. (1942)، Census of India, 1941, Volume XXII – Jammu and Kashmir, Part III (PDF)، The Ranbir Government Press، مؤرشف (PDF) من الأصل في 2021-04-14، اطلع عليه بتاريخ 2019-10-27

## روابط خارجية
- Official Website of the Gilgit-Baltistan Council
- Official Website of the Government of Gilgit-Baltistan
- Official Tourism Website of the Government of Gilgit-Baltistan
- Official Website of Ministry of Kashmir & Gilgit-Baltistan
- Azar، Amjad Hussain. "Gilgit-Baltistan: Disputed or Victim of Kashmir Dispute?". مؤرشف من الأصل في 2018-02-22. اطلع عليه بتاريخ 2018-02-21.
- | وردة الرياح |                     | ولاية بدخشان (أفغانستان) |               | وردة الرياح |
| وردة الرياح | سنجان (الصين)       |                          | خيبر بختونخوا | وردة الرياح |
| وردة الرياح | سنجان (الصين)       | \| \| غلغت بلتستان \|    | خيبر بختونخوا | وردة الرياح |
| وردة الرياح | سنجان (الصين)       |                          | خيبر بختونخوا | وردة الرياح |
| وردة الرياح | جامو وكشمير (الهند) | آزاد كشمير               |               | وردة الرياح |
|             | غلغت بلتستان        |                          |               |             |